# 市辖区 (中华人民共和国)
在中华人民共和国，市辖区（通常简称为区）为设区的市城区划定的行政分区，行政区划上属县级行政区，行政级别上通常为正县处级。
市辖区管辖的区域以街道为主，也包括乡镇，由于近年来市辖区扩大等原因，部分市辖区以乡、镇为主，如广西的钦州市钦北区。一般地，市辖区人民政府的职能比县人民政府、县级市人民政府要少，因为很多政府职能被上收至地级市。如，市辖区的公安分局，可由市公安局垂直领导管理。特别是市辖区的交通警察大队，基本上由市公安局交警支队实施垂直管理领导，以统一市区内的交通管理权责。此外，国土资源、规划、工商、质监、烟草专卖、检验检疫等也多由市局直管。
特别地，直辖市的市辖区行政级别上为正地厅级，副省级城市的市辖区行政级别上为正局副厅级。但直辖市、副省级城市的市辖区在民政部行政区划登记中，也仍属于县级行政区。

## 列表

### 直辖市市辖区
| 市辖区名称       | 设立时间       | 设立方式 | 相关批文 | 备注 |
| ---------------- | -------------- | --- | --- | --- |
| 北京市（共16个） |                | | | |
| 东城区           | 1952年6月20日  | 第一至十六区调整为东单、西单、东四、西四、前门、崇文、宣武、东郊、南苑、丰台、海淀、石景山、门头沟13个区 | 北京市人民政府批准 | 1958年5月16日，撤销东单区、东四区，合并设立东城区；2010年6月28日，撤销崇文区，并入东城区（国函〔2010〕55号） |
| 西城区           | 1952年6月20日  | 第一至十六区调整为东单、西单、东四、西四、前门、崇文、宣武、东郊、南苑、丰台、海淀、石景山、门头沟13个区 | 北京市人民政府批准 | 1958年5月16日，撤销西单区、西四区，合并设立西城区；2010年6月28日，撤销宣武区，并入西城区（国函〔2010〕55号） |
| 朝阳区           | 1952年6月20日  | 第一至十六区调整为东单、西单、东四、西四、前门、崇文、宣武、东郊、南苑、丰台、海淀、石景山、门头沟13个区 | 北京市人民政府批准 | 1958年5月3日，东郊区更名为朝阳区 |
| 丰台区           | 1952年6月20日  | 第一至十六区调整为东单、西单、东四、西四、前门、崇文、宣武、东郊、南苑、丰台、海淀、石景山、门头沟13个区 | 北京市人民政府批准 | |
| 石景山区         | 1952年6月20日  | 第一至十六区调整为东单、西单、东四、西四、前门、崇文、宣武、东郊、南苑、丰台、海淀、石景山、门头沟13个区 | 北京市人民政府批准 | 1958年5月3日，撤销石景山区；1967年8月7日恢复 |
| 海淀区           | 1952年6月20日  | 第一至十六区调整为东单、西单、东四、西四、前门、崇文、宣武、东郊、南苑、丰台、海淀、石景山、门头沟13个区 | 北京市人民政府批准 | |
| 门头沟区         | 1952年6月20日  | 第一至十六区调整为东单、西单、东四、西四、前门、崇文、宣武、东郊、南苑、丰台、海淀、石景山、门头沟13个区 | 北京市人民政府批准 | 1952年9月改置京西矿区；1958年5月3日恢复门头沟区 |
| 房山区           | 1986年11月11日 | 撤房山县、燕山区，合并设立房山区 | 国函〔1986〕164号 | |
| 通州区           | 1997年4月29日  | 撤县设区（原通县） | 国函〔1997〕30号 | |
| 顺义区           | 1998年3月3日   | 撤县设区 | 国函〔1998〕17号 | |
| 昌平区           | 1999年9月16日  | 撤县设区 | 国函〔1999〕112号 | |
| 大兴区           | 2001年1月9日   | 撤县设区 | 国函〔2001〕4号 | |
| 怀柔区           | 2001年12月30日 | 撤县设区 | 国函〔2001〕175号 | |
| 平谷区           | 2001年12月30日 | 撤县设区 | 国函〔2001〕175号 | |
| 密云区           | 2015年10月13日 | 撤县设区 | 国函〔2015〕182号 | |
| 延庆区           | 2015年10月13日 | 撤县设区 | 国函〔2015〕182号 | |
| 天津市（共16个） |                | | | |
| 和平区           | 1952年8月16日  | 第一至十一区调整为第一至八区；1955年8月15日，第一至八区分别更名为和平、城厢、河北、河东、新华、河西、南开、红桥8个区 | 天津市人民政府批准 | 1958年9月9日，撤销新华区，并入和平区 |
| 河东区           | 1952年8月16日  | 第一至十一区调整为第一至八区；1955年8月15日，第一至八区分别更名为和平、城厢、河北、河东、新华、河西、南开、红桥8个区 | 天津市人民政府批准 | |
| 河西区           | 1952年8月16日  | 第一至十一区调整为第一至八区；1955年8月15日，第一至八区分别更名为和平、城厢、河北、河东、新华、河西、南开、红桥8个区 | 天津市人民政府批准 | |
| 南开区           | 1952年8月16日  | 第一至十一区调整为第一至八区；1955年8月15日，第一至八区分别更名为和平、城厢、河北、河东、新华、河西、南开、红桥8个区 | 天津市人民政府批准 | 1958年9月9日，撤销城厢区，并入南开区 |
| 河北区           | 1952年8月16日  | 第一至十一区调整为第一至八区；1955年8月15日，第一至八区分别更名为和平、城厢、河北、河东、新华、河西、南开、红桥8个区 | 天津市人民政府批准 | |
| 红桥区           | 1952年8月16日  | 第一至十一区调整为第一至八区；1955年8月15日，第一至八区分别更名为和平、城厢、河北、河东、新华、河西、南开、红桥8个区 | 天津市人民政府批准 | |
| 东丽区           | 1953年5月14日  | 撤销天津县，设立东郊、西郊、南郊、北郊4个区 | 内务部批准 | 1958年9月9日撤销东郊、西郊、南郊、北郊4个区；1962年2月1日恢复；1992年2月12日，东郊区更名为东丽区，西郊区更名为西青区，南郊区更名为津南区，北郊区更名为北辰区（民行批〔1992〕16号）                                                       |
| 西青区           | 1953年5月14日  | 撤销天津县，设立东郊、西郊、南郊、北郊4个区 | 内务部批准 | 1958年9月9日撤销东郊、西郊、南郊、北郊4个区；1962年2月1日恢复；1992年2月12日，东郊区更名为东丽区，西郊区更名为西青区，南郊区更名为津南区，北郊区更名为北辰区（民行批〔1992〕16号）                                                       |
| 津南区           | 1953年5月14日  | 撤销天津县，设立东郊、西郊、南郊、北郊4个区 | 内务部批准 | 1958年9月9日撤销东郊、西郊、南郊、北郊4个区；1962年2月1日恢复；1992年2月12日，东郊区更名为东丽区，西郊区更名为西青区，南郊区更名为津南区，北郊区更名为北辰区（民行批〔1992〕16号）                                                       |
| 北辰区           | 1953年5月14日  | 撤销天津县，设立东郊、西郊、南郊、北郊4个区 | 内务部批准 | 1958年9月9日撤销东郊、西郊、南郊、北郊4个区；1962年2月1日恢复；1992年2月12日，东郊区更名为东丽区，西郊区更名为西青区，南郊区更名为津南区，北郊区更名为北辰区（民行批〔1992〕16号）                                                       |
| 武清区           | 2000年6月13日  | 撤县设区 | 国函〔2000〕67号 | |
| 宝坻区           | 2001年3月22日  | 撤县设区 | 国函〔2001〕29号 | |
| 滨海新区         | 2009年10月21日 | 撤销塘沽区、汉沽区、大港区，合并设立滨海新区 | 国函〔2009〕125号 | |
| 宁河区           | 2015年7月23日  | 撤县设区 | 国函〔2015〕119号 | |
| 静海区           | 2015年7月23日  | 撤县设区 | 国函〔2015〕119号 | |
| 蓟州区           | 2016年6月8日   | 撤县设区（原蓟县） | 国函〔2016〕98号 | |
| 上海市（共16个） |                | | | |
| 黄浦区           | 1945年8月      | 抗日战争结束后，市区分划为黄浦、老闸、邑庙、蓬莱、泰山（1947年1月改嵩山）、卢家湾（1947年1月改卢湾）、常熟、徐家汇（1947年1月改徐汇）、长宁、静安、新成、江宁、普陀、闸北、北站、虹口、北四川路、提篮桥、榆林、杨浦、新市街（1947年1月改新市）、江湾、吴淞、大场、新泾、龙华、杨思、洋泾、高桥29个区 | | 1956年2月9日，撤销老闸区，并入黄浦区，撤销嵩山区，并入卢湾区、邑庙区；1960年1月7日，撤销邑庙区、蓬莱区，设立南市区；2000年6月13日，撤销南市区，并入黄浦区（国函〔2000〕65号）；2011年5月20日，撤销卢湾区，并入黄浦区（国函〔2011〕59号） |
| 徐汇区           | 1945年8月      | 抗日战争结束后，市区分划为黄浦、老闸、邑庙、蓬莱、泰山（1947年1月改嵩山）、卢家湾（1947年1月改卢湾）、常熟、徐家汇（1947年1月改徐汇）、长宁、静安、新成、江宁、普陀、闸北、北站、虹口、北四川路、提篮桥、榆林、杨浦、新市街（1947年1月改新市）、江湾、吴淞、大场、新泾、龙华、杨思、洋泾、高桥29个区 | 1956年2月9日，撤销常熟区，并入徐汇区 | |
| 长宁区           | 1945年8月      | 抗日战争结束后，市区分划为黄浦、老闸、邑庙、蓬莱、泰山（1947年1月改嵩山）、卢家湾（1947年1月改卢湾）、常熟、徐家汇（1947年1月改徐汇）、长宁、静安、新成、江宁、普陀、闸北、北站、虹口、北四川路、提篮桥、榆林、杨浦、新市街（1947年1月改新市）、江湾、吴淞、大场、新泾、龙华、杨思、洋泾、高桥29个区 | | |
| 静安区           | 1945年8月      | 抗日战争结束后，市区分划为黄浦、老闸、邑庙、蓬莱、泰山（1947年1月改嵩山）、卢家湾（1947年1月改卢湾）、常熟、徐家汇（1947年1月改徐汇）、长宁、静安、新成、江宁、普陀、闸北、北站、虹口、北四川路、提篮桥、榆林、杨浦、新市街（1947年1月改新市）、江湾、吴淞、大场、新泾、龙华、杨思、洋泾、高桥29个区 | 1956年2月9日，撤销北站区，并入闸北区，撤销静安区，并入新成区、长宁区；1960年1月7日，撤销新成区、长宁区，恢复静安区；2015年10月13日，撤销闸北区，并入静安区（国函〔2015〕183号） | |
| 普陀区           | 1945年8月      | 抗日战争结束后，市区分划为黄浦、老闸、邑庙、蓬莱、泰山（1947年1月改嵩山）、卢家湾（1947年1月改卢湾）、常熟、徐家汇（1947年1月改徐汇）、长宁、静安、新成、江宁、普陀、闸北、北站、虹口、北四川路、提篮桥、榆林、杨浦、新市街（1947年1月改新市）、江湾、吴淞、大场、新泾、龙华、杨思、洋泾、高桥29个区 | | |
| 虹口区           | 1945年8月      | 抗日战争结束后，市区分划为黄浦、老闸、邑庙、蓬莱、泰山（1947年1月改嵩山）、卢家湾（1947年1月改卢湾）、常熟、徐家汇（1947年1月改徐汇）、长宁、静安、新成、江宁、普陀、闸北、北站、虹口、北四川路、提篮桥、榆林、杨浦、新市街（1947年1月改新市）、江湾、吴淞、大场、新泾、龙华、杨思、洋泾、高桥29个区 | 1956年2月9日，撤销北四川路区，并入虹口区；1960年1月7日，撤销提蓝桥区，并入虹口区                                                                                                | |
| 杨浦区           | 1945年8月      | 抗日战争结束后，市区分划为黄浦、老闸、邑庙、蓬莱、泰山（1947年1月改嵩山）、卢家湾（1947年1月改卢湾）、常熟、徐家汇（1947年1月改徐汇）、长宁、静安、新成、江宁、普陀、闸北、北站、虹口、北四川路、提篮桥、榆林、杨浦、新市街（1947年1月改新市）、江湾、吴淞、大场、新泾、龙华、杨思、洋泾、高桥29个区 | 1960年1月7日，撤销榆林区，并入杨浦区 | |
| 闵行区           | 1981年2月22日  | 由徐汇区、上海县析置 | （81）国函字？号 | 1992年9月26日，撤销上海县，并入闵行区（国函〔1992〕130号） |
| 宝山区           | 1988年1月21日  | 撤销宝山县、吴淞区，合并设立宝山区 | 国函〔1988〕17号 | |
| 嘉定区           | 1992年10月11日 | 撤县设区 | 国函〔1992〕147号 | |
| 浦东新区         | 1992年10月11日 | 由川沙县，上海县、黄浦区、南市区、杨浦区的浦东部分合并设立 | 国函〔1992〕145号 | 2009年4月24日，撤销南汇区，并入浦东新区（国函〔2009〕52号） |
| 金山区           | 1997年4月29日  | 撤县设区 | 国函〔1997〕29号 | |
| 松江区           | 1998年2月27日  | 撤县设区 | 国函〔1998〕16号 | |
| 青浦区           | 1999年9月16日  | 撤县设区 | 国函〔1999〕113号 | |
| 奉贤区           | 2001年1月9日   | 撤县设区 | 国函〔2001〕2号 | |
| 崇明区           | 2016年6月8日   | 撤县设区 | 国函〔2016〕97号 | |
| 重庆市（共26个） |                | | | |
| 渝中区           | 1950年6月1日   | 第一至七区调整为第一区 | 重庆市人民政府批准 | 1955年10月，第一区更名为市中区；1994年12月17日，市中区更名为渝中区（国函〔1994〕138号） |
| 江北区           | 1950年6月1日   | 第九、十区调整为第二区 | 重庆市人民政府批准 | 1955年10月，第二区更名为江北区 |
| 沙坪坝区         | 1950年6月1日   | 第十三、十四区调整为第三区 | 重庆市人民政府批准 | 1955年10月，第三区更名为沙坪坝区 |
| 九龙坡区         | 1950年6月1日   | 第八、十七区调整为第四区 | 重庆市人民政府批准 | 1955年10月，第四区更名为九龙坡区 |
| 南岸区           | 1950年6月1日   | 第十一、十二、十五、十八区调整为第五、六区；1952年10月，第五、六区合并为第五区 | 重庆市人民政府批准 | 1955年10月，第五区更名为南岸区 |
| 北碚区           | 1953年3月13日  | 撤销北碚市（省辖市），设立重庆市第六区 | （53）内民字第147号 | 1955年10月，第六区更名为北碚区 |
| 大渡口区         | 1965年4月2日   | 由九龙坡区析置 | （65）川民字第0163号 | |
| 渝北区           | 1994年12月17日 | 撤县设区（原江北县） | 国函〔1994〕138号 | |
| 巴南区           | 1994年12月17日 | 撤县设区（原巴县） | 国函〔1994〕138号 | |
| 万州区           | 1997年12月20日 | 撤销地级万县市及其所辖的龙宝区、天城区、五桥区，设立万县区 | 中办厅字〔1997〕34号 | 1998年5月22日，万县区更名为万州区（国函〔1998〕37号） |
| 涪陵区           | 1997年12月20日 | 撤销地级涪陵市及其所辖的枳城区、李渡区，设立涪陵区 | 中办厅字〔1997〕34号 | |
| 黔江区           | 2000年6月25日  | 撤自治县设区（原黔江土家族苗族自治县） | 国函〔2000〕88号 | |
| 长寿区           | 2001年12月25日 | 撤县设区 | 国函〔2001〕171号 | |
| 江津区           | 2006年10月22日 | 撤市设区 | 国函〔2006〕110号 | |
| 合川区           | 2006年10月22日 | 撤市设区 | 国函〔2006〕110号 | |
| 永川区           | 2006年10月22日 | 撤市设区 | 国函〔2006〕110号 | |
| 南川区           | 2006年10月22日 | 撤市设区 | 国函〔2006〕110号 | |
| 綦江区           | 2011年10月22日 | 撤销万盛区、綦江县，合并设立綦江区 | 国函〔2011〕129号 | |
| 大足区           | 2011年10月22日 | 撤销双桥区、大足县，合并设立大足区 | 国函〔2011〕129号 | |
| 璧山区           | 2014年5月2日   | 撤县设区 | 国函〔2014〕58号 | |
| 铜梁区           | 2014年5月2日   | 撤县设区 | 国函〔2014〕58号 | |
| 潼南区           | 2015年4月28日  | 撤县设区 | 国函〔2015〕74号 | |
| 荣昌区           | 2015年4月28日  | 撤县设区 | 国函〔2015〕74号 | |
| 开州区           | 2016年6月8日   | 撤县设区（原开县） | 国函〔2016〕99号 | |
| 梁平区           | 2016年11月24日 | 撤县设区 | 国函〔2016〕185号 | |
| 武隆区           | 2016年11月24日 | 撤县设区 | 国函〔2016〕185号 | |

### 地级市市辖区
| 市辖区名称                 | 所属地级市 | 设立时间       | 设立方式                                                                                         | 相关批文                                                  | 备注 |
| -------------------------- | ---------- | -------------- | ------------------------------------------------------------------------------------------------ | --------------------------------------------------------- | --- |
| 河北省（共49个）           |            |                |                                                                                                  |                                                           | |
| 长安区                     | 石家庄市   | 1955年12月30日 | 撤销新华、永安、东华、和平、振头5个区，设立长安区、桥东区、桥西区                                | 河北省人民委员会批准                                      | 2014年9月9日，撤销桥东区，并入长安区、桥西区（国函〔2014〕122号） |
| 桥西区                     | 石家庄市   | 1955年12月30日 | 撤销新华、永安、东华、和平、振头5个区，设立长安区、桥东区、桥西区                                | 河北省人民委员会批准                                      | 2014年9月9日，撤销桥东区，并入长安区、桥西区（国函〔2014〕122号） |
| 井陉矿区                   | 石家庄市   | 1960年12月8日  | 由井陉县析置                                                                                     | 河北省人民委员会批准                                      | 1989年12月8日，撤销井陉矿区，并入井陉县（民行批〔1989〕30号）；1992年5月30日恢复（民行批〔1992〕57号） |
| 新华区                     | 石家庄市   | 1969年11月22日 | 由桥西区析置                                                                                     | 河北省革命委员会批准                                      | |
| 裕华区                     | 石家庄市   | 2001年1月22日  | 撤销郊区，由郊区、长安区、正定县析置裕华区                                                       | 国函〔2001〕10号                                          | |
| 藁城区                     | 石家庄市   | 2014年9月9日   | 撤市设区                                                                                         | 国函〔2014〕122号                                         | |
| 鹿泉区                     | 石家庄市   | 2014年9月9日   | 撤市设区                                                                                         | 国函〔2014〕122号                                         | |
| 栾城区                     | 石家庄市   | 2014年9月9日   | 撤县设区                                                                                         | 国函〔2014〕122号                                         | |
| 路南区                     | 唐山市     | 1955年3月25日  | 第一至十区调整为路南、路北、碑子院、洼里、缸窑、东矿6个区                                        | 河北省人民委员会批准                                      | |
| 路北区                     | 唐山市     | 1955年3月25日  | 第一至十区调整为路南、路北、碑子院、洼里、缸窑、东矿6个区                                        | 河北省人民委员会批准                                      | |
| 古冶区                     | 唐山市     | 1955年3月25日  | 第一至十区调整为路南、路北、碑子院、洼里、缸窑、东矿6个区                                        | 河北省人民委员会批准                                      | 1995年1月11日，东矿区更名为古冶区（民行批〔1995〕1号） |
| 开平区                     | 唐山市     | 1956年10月8日  | 撤销碑子院区、洼里区、缸窑区，设立郊区                                                           | 河北省人民委员会批准                                      | 1961年1月2日，撤销郊区，设立开平区；1965年7月27日，恢复郊区；1982年3月17日，再更名为开平区 |
| 丰南区                     | 唐山市     | 2002年2月1日   | 撤市设区                                                                                         | 国函〔2002〕7号                                           | |
| 丰润区                     | 唐山市     | 2002年2月1日   | 撤销丰润县、新区，合并设立丰润区                                                                 | 国函〔2002〕7号                                           | |
| 曹妃甸区                   | 唐山市     | 2012年7月11日  | 撤县设区（原唐海县）                                                                             | 国函〔2012〕85号                                          | |
| 山海关区                   | 秦皇岛市   | 1953年1月2日   | 撤销山海关市（原属辽西省），设立山海关区                                                         | 政务院批准                                                | |
| 海港区                     | 秦皇岛市   | 1953年7月28日  | 撤销第一、二区，合并设立第一区                                                                   | 河北省人民政府批准                                        | 1955年10月28日，第一区更名为港口区，同年12月6日，更名为海港区 |
| 北戴河区                   | 秦皇岛市   | 1954年1月18日  | 由海滨区改置                                                                                     | 河北省人民政府批准                                        | |
| 抚宁区                     | 秦皇岛市   | 2015年7月23日  | 撤县设区                                                                                         | 国函〔2015〕121号                                         | |
| 峰峰矿区                   | 邯郸市     | 1956年10月12日 | 撤销峰峰市（省辖市），设立峰峰矿区                                                               | （56）国曾字第84号                                        | |
| 邯山区                     | 邯郸市     | 1980年7月22日  | 将市区划分为邯山区、丛台区、复兴区                                                               | 河北省人民政府批准                                        | 2016年9月14日，撤销邯郸县，并入邯山区、丛台区（国函〔2016〕157号） |
| 丛台区                     | 邯郸市     | 1980年7月22日  | 将市区划分为邯山区、丛台区、复兴区                                                               | 河北省人民政府批准                                        | 2016年9月14日，撤销邯郸县，并入邯山区、丛台区（国函〔2016〕157号） |
| 复兴区                     | 邯郸市     | 1980年7月22日  | 将市区划分为邯山区、丛台区、复兴区                                                               | 河北省人民政府批准                                        | |
| 肥乡区                     | 邯郸市     | 2016年9月14日  | 撤县设区                                                                                         | 国函〔2016〕157号                                         | |
| 永年区                     | 邯郸市     | 2016年9月14日  | 撤县设区                                                                                         | 国函〔2016〕157号                                         | |
| 襄都区                     | 邢台市     | 1980年3月6日   | 将市区划分为桥东区、桥西区、郊区                                                                 | 河北省人民政府批准                                        | 2020年6月5日，桥东区更名为襄都区，桥西区更名为信都区，撤销邢台县，并入襄都区、信都区（国函〔2020〕78号） |
| 信都区                     | 邢台市     | 1980年3月6日   | 将市区划分为桥东区、桥西区、郊区                                                                 | 河北省人民政府批准                                        | 2020年6月5日，桥东区更名为襄都区，桥西区更名为信都区，撤销邢台县，并入襄都区、信都区（国函〔2020〕78号） |
| 任泽区                     | 邢台市     | 2020年6月5日   | 撤县设区（原任县）                                                                               | 国函〔2020〕78号                                          | |
| 南和区                     | 邢台市     | 2020年6月5日   | 撤县设区                                                                                         | 国函〔2020〕78号                                          | |
| 竞秀区                     | 保定市     | 1961年7月      | 将市区划分为永华、兴华、裕华、新市4个区                                                          |                                                           | 2015年4月28日，新市区更名为竞秀区（国函〔2015〕73号） |
| 莲池区                     | 保定市     | 2015年4月28日  | 撤销北市区、南市区，合并设立莲池区                                                               | 国函〔2015〕73号                                          | |
| 满城区                     | 保定市     | 2015年4月28日  | 撤县设区                                                                                         | 国函〔2015〕73号                                          | |
| 清苑区                     | 保定市     | 2015年4月28日  | 撤县设区                                                                                         | 国函〔2015〕73号                                          | |
| 徐水区                     | 保定市     | 2015年4月28日  | 撤县设区                                                                                         | 国函〔2015〕73号                                          | |
| 下花园区                   | 张家口市   | 1955年8月8日   | 由宣化市下花园矿区改置                                                                           | （55）国内常字第93号                                      | |
| 桥东区                     | 张家口市   | 1963年3月2日   | 撤销武城区、明德区、大境门区，合并设立桥东区                                                     | 河北省人民委员会批准                                      | |
| 桥西区                     | 张家口市   | 1963年3月2日   | 撤销东安区、花园区，合并设立桥西区                                                               | 河北省人民委员会批准                                      | |
| 宣化区                     | 张家口市   | 1963年3月2日   | 撤销宣化市（省辖市），设立宣化区                                                                 | 河北省人民委员会批准                                      | 2016年1月7日，撤销宣化县，并入宣化区（国函〔2016〕5号） |
| 万全区                     | 张家口市   | 2016年1月7日   | 撤县设区                                                                                         | 国函〔2016〕5号                                           | |
| 崇礼区                     | 张家口市   | 2016年1月7日   | 撤县设区                                                                                         | 国函〔2016〕5号                                           | |
| 鹰手营子矿区               | 承德市     | 1965年6月17日  | 由兴隆县析置                                                                                     | 河北省人民委员会批准                                      | |
| 双桥区                     | 承德市     | 1980年6月25日  | 撤销虹桥区、翠桥区，合并设立双桥区                                                               | 河北省人民政府批准                                        | |
| 双滦区                     | 承德市     | 1980年6月25日  | 撤销双滦办事处，设立双滦区                                                                       | 河北省人民政府批准                                        | |
| 新华区                     | 沧州市     | 1980年3月6日   | 将市区划分为新华区、运河区、郊区                                                                 | 河北省人民政府批准                                        | 1997年10月21日，撤销郊区，并入新华区、运河区（国函〔1997〕96号） |
| 运河区                     | 沧州市     | 1980年3月6日   | 将市区划分为新华区、运河区、郊区                                                                 | 河北省人民政府批准                                        | 1997年10月21日，撤销郊区，并入新华区、运河区（国函〔1997〕96号） |
| 安次区                     | 廊坊市     | 1988年9月13日  | 撤市设区（原县级廊坊市）                                                                         | 国函〔1988〕114号                                         | |
| 广阳区                     | 廊坊市     | 2000年3月7日   | 由安次区析置                                                                                     | 国函〔2000〕19号                                          | |
| 桃城区                     | 衡水市     | 1996年5月31日  | 撤市设区（原县级衡水市）                                                                         | 国函〔1996〕39号                                          | |
| 冀州区                     | 衡水市     | 2016年6月8日   | 撤市设区                                                                                         | 国函〔2016〕103号                                         | |
| 山西省（共26个）           |            |                |                                                                                                  |                                                           | |
| 小店区                     | 太原市     | 1997年5月8日   | 撤销南城、北城、河西、南郊、北郊5个区，设立小店、迎泽、杏花岭、尖草坪、万柏林、晋源6个区         | 国函〔1997〕33号                                          | |
| 迎泽区                     | 太原市     | 1997年5月8日   | 撤销南城、北城、河西、南郊、北郊5个区，设立小店、迎泽、杏花岭、尖草坪、万柏林、晋源6个区         | 国函〔1997〕33号                                          | |
| 杏花岭区                   | 太原市     | 1997年5月8日   | 撤销南城、北城、河西、南郊、北郊5个区，设立小店、迎泽、杏花岭、尖草坪、万柏林、晋源6个区         | 国函〔1997〕33号                                          | |
| 尖草坪区                   | 太原市     | 1997年5月8日   | 撤销南城、北城、河西、南郊、北郊5个区，设立小店、迎泽、杏花岭、尖草坪、万柏林、晋源6个区         | 国函〔1997〕33号                                          | |
| 万柏林区                   | 太原市     | 1997年5月8日   | 撤销南城、北城、河西、南郊、北郊5个区，设立小店、迎泽、杏花岭、尖草坪、万柏林、晋源6个区         | 国函〔1997〕33号                                          | |
| 晋源区                     | 太原市     | 1997年5月8日   | 撤销南城、北城、河西、南郊、北郊5个区，设立小店、迎泽、杏花岭、尖草坪、万柏林、晋源6个区         | 国函〔1997〕33号                                          | |
| 新荣区                     | 大同市     | 1970年11月9日  | 撤销郊区，设立南郊区、北郊区                                                                     | 山西省革命委员会批准                                      | 1971年7月5日，北郊区更名为新荣区 |
| 平城区                     | 大同市     | 2018年2月9日   | 撤销城区、南郊区、矿区，设立平城区、云冈区                                                       | 国函〔2018〕22号                                          | |
| 云冈区                     | 大同市     | 2018年2月9日   | 撤销城区、南郊区、矿区，设立平城区、云冈区                                                       | 国函〔2018〕22号                                          | |
| 云州区                     | 大同市     | 2018年2月9日   | 撤县设区（原大同县）                                                                             | 国函〔2018〕22号                                          | |
| 城区                       | 阳泉市     | 1963年2月18日  | 将市区划分为站上区、荫营区                                                                       | 山西省人民委员会批准                                      | 1969年1月9日，站上区更名为城区 |
| 郊区                       | 阳泉市     | 1963年2月18日  | 将市区划分为站上区、荫营区                                                                       | 山西省人民委员会批准                                      | 1969年1月9日，荫营区更名为郊区 |
| 矿区                       | 阳泉市     | 1970年1月11日  | 由城区析置                                                                                       | 山西省革命委员会批准                                      | |
| 潞州区                     | 长治市     | 2018年6月19日  | 撤销城区、郊区，合并设立潞州区                                                                   | 国函〔2018〕87号                                          | |
| 上党区                     | 长治市     | 2018年6月19日  | 撤县设区（原长治县）                                                                             | 国函〔2018〕87号                                          | |
| 屯留区                     | 长治市     | 2018年6月19日  | 撤县设区                                                                                         | 国函〔2018〕87号                                          | |
| 潞城区                     | 长治市     | 2018年6月19日  | 撤市设区                                                                                         | 国函〔2018〕87号                                          | |
| 城区                       | 晋城市     | 1985年4月30日  | 撤销县级晋城市，设立城区、郊区                                                                   | （85）国函字62号                                          | |
| 朔城区                     | 朔州市     | 1988年3月24日  | 撤县设区（原朔县）                                                                               | 国函〔1988〕50号                                          | |
| 平鲁区                     | 朔州市     | 1988年3月24日  | 撤县设区                                                                                         | 国函〔1988〕50号                                          | |
| 榆次区                     | 晋中市     | 1999年9月24日  | 撤市设区                                                                                         | 国函〔1999〕124号                                         | |
| 太谷区                     | 晋中市     | 2019年11月6日  | 撤县设区                                                                                         | 国函〔2019〕104号                                         | |
| 盐湖区                     | 运城市     | 2000年6月14日  | 撤市设区（原县级运城市）                                                                         | 国函〔2000〕68号                                          | |
| 忻府区                     | 忻州市     | 2000年6月14日  | 撤市设区（原县级忻州市）                                                                         | 国函〔2000〕70号                                          | |
| 尧都区                     | 临汾市     | 2000年6月23日  | 撤市设区（原县级临汾市）                                                                         | 国函〔2000〕78号                                          | |
| 离石区                     | 吕梁市     | 2003年10月23日 | 撤市设区                                                                                         | 国函〔2003〕112号                                         | |
| 内蒙古自治区（共23个）     |            |                |                                                                                                  |                                                           | |
| 回民区                     | 呼和浩特市 | 1950年12月19日 | 将回民聚居区（第一区）划为回民自治区（1955年12月改为回民区）                                     |                                                           | 1956年11月，撤销庆凯区，并入回民区、玉泉区 |
| 新城区                     | 呼和浩特市 | 1951年7月3日   | 第二至六区调整为第一、二、三区（1953年，第一、二、三区分别更名为新城区、庆凯区、玉泉区）         | 归绥市人民政府报告备案                                    | 1956年11月，撤销庆凯区，并入回民区、玉泉区 |
| 玉泉区                     | 呼和浩特市 | 1951年7月3日   | 第二至六区调整为第一、二、三区（1953年，第一、二、三区分别更名为新城区、庆凯区、玉泉区）         | 归绥市人民政府报告备案                                    | 1956年11月，撤销庆凯区，并入回民区、玉泉区 |
| 赛罕区                     | 呼和浩特市 | 1956年9月20日  | 由郊区工作委员会改置                                                                             |                                                           | 2000年5月14日，郊区更名为赛罕区（国函〔2000〕42号） |
| 东河区                     | 包头市     | 1956年5月15日  | 撤销第一、二区、回民自治区，设立东河区、昆都仑区、青山区                                         | 内蒙古自治区人民政府批准                                  | |
| 昆都仑区                   | 包头市     | 1956年5月15日  | 撤销第一、二区、回民自治区，设立东河区、昆都仑区、青山区                                         | 内蒙古自治区人民政府批准                                  | |
| 青山区                     | 包头市     | 1956年5月15日  | 撤销第一、二区、回民自治区，设立东河区、昆都仑区、青山区                                         | 内蒙古自治区人民政府批准                                  | |
| 石拐区                     | 包头市     | 1956年11月20日 | 由乌兰察布盟石拐沟矿区改置石拐矿区                                                               | 内蒙古自治区人民政府批准                                  | 1999年8月10日，石拐矿区更名为石拐区（民发〔1999〕22号） |
| 白云鄂博矿区               | 包头市     | 1958年9月5日   | 由乌兰察布盟白云鄂博镇改置                                                                       | 包头市人民委员会批准                                      | |
| 九原区                     | 包头市     | 1963年3月31日  | 设立郊区                                                                                         | 内蒙古自治区人民委员会批准                                | 1999年8月10日，郊区更名为九原区（民发〔1999〕22号） |
| 海勃湾区                   | 乌海市     | 1979年12月13日 | 将市区划分为海勃湾区、海南区、乌达区                                                             | 内革发〔1979〕343号                                       | |
| 海南区                     | 乌海市     | 1979年12月13日 | 将市区划分为海勃湾区、海南区、乌达区                                                             | 内革发〔1979〕343号                                       | |
| 乌达区                     | 乌海市     | 1979年12月13日 | 将市区划分为海勃湾区、海南区、乌达区                                                             | 内革发〔1979〕343号                                       | |
| 红山区                     | 赤峰市     | 1983年10月10日 | 撤销县级赤峰市、赤峰县，设立红山区、元宝山区、郊区                                               | （83）国函字218号                                         | |
| 元宝山区                   | 赤峰市     | 1983年10月10日 | 撤销县级赤峰市、赤峰县，设立红山区、元宝山区、郊区                                               | （83）国函字218号                                         | |
| 松山区                     | 赤峰市     | 1983年10月10日 | 撤销县级赤峰市、赤峰县，设立红山区、元宝山区、郊区                                               | （83）国函字218号                                         | 1993年5月3日，郊区更名为松山区（民行批〔1993〕89号） |
| 科尔沁区                   | 通辽市     | 1999年1月13日  | 撤市设区（原县级通辽市）                                                                         | 国函〔1999〕5号                                           | |
| 东胜区                     | 鄂尔多斯市 | 2001年2月26日  | 撤市设区                                                                                         | 国函〔2001〕17号                                          | |
| 康巴什区                   | 鄂尔多斯市 | 2016年6月8日   | 由东胜区析置                                                                                     | 国函〔2016〕102号                                         | |
| 海拉尔区                   | 呼伦贝尔市 | 2001年10月10日 | 撤市设区                                                                                         | 国函〔2001〕130号                                         | |
| 扎赉诺尔区                 | 呼伦贝尔市 | 2013年3月6日   | 由满洲里市析置（原扎赉诺尔矿区）                                                                 | 民函〔2013〕68号                                          | |
| 临河区                     | 巴彦淖尔市 | 2003年12月1日  | 撤市设区                                                                                         | 国函〔2003〕121号                                         | |
| 集宁区                     | 乌兰察布市 | 2003年12月1日  | 撤市设区                                                                                         | 国函〔2003〕122号                                         | |
| 辽宁省（共59个）           |            |                |                                                                                                  |                                                           | |
| 和平区                     | 沈阳市     | 1948年11月20日 | 将22个区调整为和平、沈河、大东、皇姑、铁西、北关、北市、南市8个区                                | 沈阳特别市政府决定                                        | 1959年2月24日，撤销北市区、南市区、北关区，并入和平区、沈河区、大东区 |
| 沈河区                     | 沈阳市     | 1948年11月20日 | 将22个区调整为和平、沈河、大东、皇姑、铁西、北关、北市、南市8个区                                | 沈阳特别市政府决定                                        | 1959年2月24日，撤销北市区、南市区、北关区，并入和平区、沈河区、大东区 |
| 大东区                     | 沈阳市     | 1948年11月20日 | 将22个区调整为和平、沈河、大东、皇姑、铁西、北关、北市、南市8个区                                | 沈阳特别市政府决定                                        | 1959年2月24日，撤销北市区、南市区、北关区，并入和平区、沈河区、大东区 |
| 皇姑区                     | 沈阳市     | 1948年11月20日 | 将22个区调整为和平、沈河、大东、皇姑、铁西、北关、北市、南市8个区                                | 沈阳特别市政府决定                                        | 1959年2月24日，撤销北市区、南市区、北关区，并入和平区、沈河区、大东区 |
| 铁西区                     | 沈阳市     | 1948年11月20日 | 将22个区调整为和平、沈河、大东、皇姑、铁西、北关、北市、南市8个区                                | 沈阳特别市政府决定                                        | 1959年2月24日，撤销北市区、南市区、北关区，并入和平区、沈河区、大东区 |
| 苏家屯区                   | 沈阳市     | 1953年2月17日  | 由苏家屯镇改置                                                                                   | 东北行政委员会批准                                        | |
| 沈北新区                   | 沈阳市     | 1959年12月31日 | 撤销沈阳县，析置新城子区                                                                         | 国务院批准                                                | 2006年10月8日，新城子区更名为沈北新区（民函〔2006〕300号） |
| 浑南区                     | 沈阳市     | 1964年4月2日   | 由和平区、沈河区、大东区析置东陵区                                                               | 辽宁省人民委员会批准                                      | 2014年6月17日，东陵区更名为浑南区（民函〔2014〕171号） |
| 于洪区                     | 沈阳市     | 1964年4月2日   | 由皇姑区、铁西区析置                                                                             | 辽宁省人民委员会批准                                      | |
| 辽中区                     | 沈阳市     | 2016年1月7日   | 撤县设区                                                                                         | 国函〔2016〕6号                                           | |
| 中山区                     | 大连市     | 1946年2月7日   | 将市区划分为中山、西岗、沙河口、寺儿沟、岭前5个区                                                | 大连市区政会议决定                                        | 1950年12月，撤销寺儿沟区，并入中山区；1959年7月，撤销岭前区，并入中山区 |
| 西岗区                     | 大连市     | 1946年2月7日   | 将市区划分为中山、西岗、沙河口、寺儿沟、岭前5个区                                                | 大连市区政会议决定                                        | |
| 沙河口区                   | 大连市     | 1946年2月7日   | 将市区划分为中山、西岗、沙河口、寺儿沟、岭前5个区                                                | 大连市区政会议决定                                        | |
| 甘井子区                   | 大连市     | 1950年4月8日   | 由大连县析置                                                                                     | 旅大行政公署通知                                          | |
| 旅顺口区                   | 大连市     | 1960年1月7日   | 撤销旅顺市，设立旅顺口区                                                                         | 国务院第93次全体会议通过                                  | |
| 金州区                     | 大连市     | 1987年4月21日  | 撤县设区（原金县）                                                                               | 国函〔1987〕70号                                          | |
| 普兰店区                   | 大连市     | 2015年10月13日 | 撤市设区                                                                                         | 国函〔2015〕187号                                         | |
| 铁东区                     | 鞍山市     | 1949年1月4日   | 将和平、陶馆、立山、新华、永乐5个区调整为铁东区、铁西区                                          | 鞍山市人民政府报告备案                                    | |
| 铁西区                     | 鞍山市     | 1949年1月4日   | 将和平、陶馆、立山、新华、永乐5个区调整为铁东区、铁西区                                          | 鞍山市人民政府报告备案                                    | |
| 立山区                     | 鞍山市     | 1953年7月14日  | 由铁东区析置                                                                                     | 政务院批准                                                | |
| 千山区                     | 鞍山市     | 1960年2月15日  | 由铁东区、铁西区、立山区析置郊区                                                                 | 鞍山市人民委员会批准                                      | 1983年12月30日，郊区更名为旧堡区；1996年4月19日，旧堡区更名为千山区（民行批〔1996〕25号） |
| 新抚区                     | 抚顺市     | 1948年11月     | 将市区划分为新抚、中心、望花、万新、大官、杨柏、东安7个区                                        |                                                           | |
| 东洲区                     | 抚顺市     | 1948年11月     | 将市区划分为新抚、中心、望花、万新、大官、杨柏、东安7个区                                        | 1999年6月16日，露天区更名为东洲区（民行批〔1999〕43号）   | |
| 望花区                     | 抚顺市     | 1948年11月     | 将市区划分为新抚、中心、望花、万新、大官、杨柏、东安7个区                                        |                                                           | |
| 顺城区                     | 抚顺市     | 1978年12月16日 | 由抚顺县析置郊区                                                                                 | 国务院批准                                                | 1988年3月16日，郊区更名为顺城区（国函〔1988〕48号） |
| 平山区                     | 本溪市     | 1955年10月5日  | 撤销彩屯区、工源区，合并设立平山区                                                               | 辽宁省人民政府批准                                        | |
| 溪湖区                     | 本溪市     | 1955年10月5日  | 撤销河东区、河西区，合并设立溪湖区                                                               | 辽宁省人民政府批准                                        | |
| 明山区                     | 本溪市     | 1966年6月8日   | 由平山区、牛心台区析置彩屯区                                                                     | 辽宁省人民政府批准                                        | 1968年5月19日，彩屯区更名为立新区；1984年10月20日，立新区更名为明山区 |
| 南芬区                     | 本溪市     | 1984年10月20日 | 由立新区析置                                                                                     | 辽宁省人民政府批准                                        | |
| 元宝区                     | 丹东市     | 1951年9月13日  | 将市区划分为元宝、金汤、中央（1955年9月2日并入汤池区）、镇兴、镇安5个区                          | 辽东省人民政府批准                                        | 1955年9月2日，撤销镇安区，并入元宝区；1960年4月，撤销金汤区，并入元宝区 |
| 振兴区                     | 丹东市     | 1951年9月13日  | 将市区划分为元宝、金汤、中央（1955年9月2日并入汤池区）、镇兴、镇安5个区                          | 辽东省人民政府批准                                        | 1965年2月26日，镇兴区更名为振兴区 |
| 振安区                     | 丹东市     | 1957年7月      | 撤销浪头区、五龙背区，合并设立郊区                                                               |                                                           | 1981年3月8日，郊区更名为振安区 |
| 古塔区                     | 锦州市     | 1951年10月5日  | 将市区划分为第一至七区（1955年7月6日分别更名为古塔、锦华、锦铁、铁北、百股、新民、女儿河区）     | 辽西省人民政府批准                                        | 1955年9月2日，撤销铁北区，并入古塔区、锦华区、锦铁区；1956年6月22日，撤销百股区、新民区、女儿河区，并入古塔区、锦华区、锦铁区；1959年3月28日，撤销锦华区，并入古塔区、锦铁区，4月16日，锦铁区更名为凌河区                                                             |
| 凌河区                     | 锦州市     | 1951年10月5日  | 将市区划分为第一至七区（1955年7月6日分别更名为古塔、锦华、锦铁、铁北、百股、新民、女儿河区）     | 辽西省人民政府批准                                        | 1955年9月2日，撤销铁北区，并入古塔区、锦华区、锦铁区；1956年6月22日，撤销百股区、新民区、女儿河区，并入古塔区、锦华区、锦铁区；1959年3月28日，撤销锦华区，并入古塔区、锦铁区，4月16日，锦铁区更名为凌河区                                                             |
| 太和区                     | 锦州市     | 1962年6月4日   | 由郊区办事处改置                                                                                 | 辽宁省人民委员会批准                                      | 1982年9月9日，郊区更名为太和区 |
| 站前区                     | 营口市     | 1957年8月22日  | 第一至五区调整为为建设区、繁荣区、工农区、郊区                                                   | 辽宁省人民委员会批准                                      | 1958年1月25日，建设区、繁荣区、工农区分别更名为站前区、西市区、新华区；1963年10月24日，撤销新华区，并入站前区、西市区 |
| 西市区                     | 营口市     | 1957年8月22日  | 第一至五区调整为为建设区、繁荣区、工农区、郊区                                                   | 辽宁省人民委员会批准                                      | 1958年1月25日，建设区、繁荣区、工农区分别更名为站前区、西市区、新华区；1963年10月24日，撤销新华区，并入站前区、西市区 |
| 老边区                     | 营口市     | 1957年8月22日  | 第一至五区调整为为建设区、繁荣区、工农区、郊区                                                   | 辽宁省人民委员会批准                                      | 1984年7月13日，郊区更名为老边区 |
| 鲅鱼圈区                   | 营口市     | 1984年1月27日  | 由盖县析置                                                                                       | （84）国函字18号                                          | |
| 海州区                     | 阜新市     | 1955年10月5日  | 第一至四区调整为海州、新邱、孙家湾、六家子4个区                                                  | 阜新市人民政府批准                                        | 1956年12月3日，撤销六家子区，并入海州区 |
| 新邱区                     | 阜新市     | 1955年10月5日  | 第一至四区调整为海州、新邱、孙家湾、六家子4个区                                                  | 阜新市人民政府批准                                        | |
| 太平区                     | 阜新市     | 1955年10月5日  | 第一至四区调整为海州、新邱、孙家湾、六家子4个区                                                  | 阜新市人民政府批准                                        | 1956年2月10日，孙家湾区更名为太平区 |
| 细河区                     | 阜新市     | 1963年1月21日  | 由郊区办事处改置                                                                                 | 辽宁省人民委员会批准                                      | 1984年9月11日，郊区更名为细河区 |
| 清河门区                   | 阜新市     | 1983年2月21日  | 由郊区析置                                                                                       | 辽宁省人民政府批准                                        | |
| 白塔区                     | 辽阳市     | 1958年2月15日  | 将市区划分为白塔、武圣（旋撤销）、文圣、襄平、唐户（旋撤销）5个区                                | 辽宁省人民委员会批准                                      | 1968年9月，撤销襄平区，并入白塔区、文圣区 |
| 文圣区                     | 辽阳市     | 1958年2月15日  | 将市区划分为白塔、武圣（旋撤销）、文圣、襄平、唐户（旋撤销）5个区                                | 辽宁省人民委员会批准                                      | |
| 宏伟区                     | 辽阳市     | 1978年4月13日  | 撤销沙岭区、兰家区，设立首山区、宏伟区、郊区                                                     | 辽宁省革命委员会批准                                      | |
| 太子河区                   | 辽阳市     | 1978年4月13日  | 撤销沙岭区、兰家区，设立首山区、宏伟区、郊区                                                     | 辽宁省革命委员会批准                                      | 1984年6月7日，郊区更名为太子河区 |
| 弓长岭区                   | 辽阳市     | 1984年5月10日  | 由辽阳县析置                                                                                     | （84）国函字74号                                          | |
| 双台子区                   | 盘锦市     | 1984年6月5日   | 撤销盘山县，设立盘山区、兴隆台区、郊区                                                           | （84）国函字89号                                          | 1986年11月5日，盘山区更名为双台子区（国函〔1986〕157号） |
| 兴隆台区                   | 盘锦市     | 1984年6月5日   | 撤销盘山县，设立盘山区、兴隆台区、郊区                                                           | （84）国函字89号                                          | |
| 大洼区                     | 盘锦市     | 2016年3月20日  | 撤县设区                                                                                         | 国函〔2016〕53号                                          | |
| 银州区                     | 铁岭市     | 1984年6月30日  | 撤市设区（原县级铁岭市）                                                                         | （84）国函字104号                                         | |
| 清河区                     | 铁岭市     | 1984年6月30日  | 由开原县析置                                                                                     | （84）国函字104号                                         | |
| 双塔区                     | 朝阳市     | 1984年6月30日  | 撤市设区（原县级朝阳市）                                                                         | （84）国函字104号                                         | |
| 龙城区                     | 朝阳市     | 1984年6月30日  | 由朝阳县析置                                                                                     | （84）国函字104号                                         | |
| 龙港区                     | 葫芦岛市   | 1982年8月13日  | 由锦西县析置葫芦岛区、南票区                                                                     | （82）国函字168号                                         | 1989年6月12日，锦州市的葫芦岛区、南票区划归地级锦西市（今葫芦岛市）；1994年9月20日，葫芦岛区更名为龙港区（国函〔1994〕97号） |
| 南票区                     | 葫芦岛市   | 1982年8月13日  | 由锦西县析置葫芦岛区、南票区                                                                     | （82）国函字168号                                         | 1989年6月12日，锦州市的葫芦岛区、南票区划归地级锦西市（今葫芦岛市）；1994年9月20日，葫芦岛区更名为龙港区（国函〔1994〕97号） |
| 连山区                     | 葫芦岛市   | 1989年6月12日  | 撤市设区（原县级锦西市）                                                                         | 国函〔1989〕42号                                          | |
| 吉林省（共21个）           |            |                |                                                                                                  |                                                           | |
| 南关区                     | 长春市     | 1955年5月11日  | 第一至十五区调整为南关、长春、宽城、朝阳、大屯、二道河子、净月、头道沟、兴隆山、范家店10个区     | 吉林省人民委员会批准                                      | 1957年6月1日，撤销长春区，并入南关区 |
| 宽城区                     | 长春市     | 1955年5月11日  | 第一至十五区调整为南关、长春、宽城、朝阳、大屯、二道河子、净月、头道沟、兴隆山、范家店10个区     | 吉林省人民委员会批准                                      | 1957年6月1日，撤销头道沟区，并入宽城区 |
| 朝阳区                     | 长春市     | 1955年5月11日  | 第一至十五区调整为南关、长春、宽城、朝阳、大屯、二道河子、净月、头道沟、兴隆山、范家店10个区     | 吉林省人民委员会批准                                      | |
| 二道区                     | 长春市     | 1955年5月11日  | 第一至十五区调整为南关、长春、宽城、朝阳、大屯、二道河子、净月、头道沟、兴隆山、范家店10个区     | 吉林省人民委员会批准                                      | 1995年7月6日，二道河子区更名为二道区（国函〔1995〕65号） |
| 绿园区                     | 长春市     | 1995年7月6日   | 撤销郊区，由郊区、朝阳区、宽城区析置绿园区                                                       | 国函〔1995〕65号                                          | |
| 双阳区                     | 长春市     | 1995年7月6日   | 撤县设区                                                                                         | 国函〔1995〕65号                                          | |
| 九台区                     | 长春市     | 2014年10月20日 | 撤市设区                                                                                         | 国函〔2014〕142号                                         | |
| 昌邑区                     | 吉林市     | 1955年12月21日 | 第一至九区调整为昌邑、龙潭、船营、通天、白山、江南、大屯、丰满、哈达湾、九站10个区               | 国务院批准                                                | 1959年3月19日，撤销通天区，并入昌邑区、船营区；1964年4月23日，撤销哈达湾区，并入昌邑区，撤销丰满区，并入船营区 |
| 龙潭区                     | 吉林市     | 1955年12月21日 | 第一至九区调整为昌邑、龙潭、船营、通天、白山、江南、大屯、丰满、哈达湾、九站10个区               | 国务院批准                                                | 1959年3月19日，撤销通天区，并入昌邑区、船营区；1964年4月23日，撤销哈达湾区，并入昌邑区，撤销丰满区，并入船营区 |
| 船营区                     | 吉林市     | 1955年12月21日 | 第一至九区调整为昌邑、龙潭、船营、通天、白山、江南、大屯、丰满、哈达湾、九站10个区               | 国务院批准                                                | 1959年3月19日，撤销通天区，并入昌邑区、船营区；1964年4月23日，撤销哈达湾区，并入昌邑区，撤销丰满区，并入船营区 |
| 丰满区                     | 吉林市     | 1957年7月23日  | 撤销白山、江南、大屯、九站4个区，合并设立郊区                                                    | 吉林省人民委员会批准                                      | 1992年2月10日，郊区更名为丰满区（民行批〔1992〕14号） |
| 铁西区                     | 四平市     | 1983年12月22日 | 将市区划分为铁西区、铁东区                                                                       | 吉政函〔1983〕423号                                       | |
| 铁东区                     | 四平市     | 1983年12月22日 | 将市区划分为铁西区、铁东区                                                                       | 吉政函〔1983〕423号                                       | |
| 龙山区                     | 辽源市     | 1983年12月22日 | 将市区划分为龙山区、西安区                                                                       | 吉政函〔1983〕423号                                       | |
| 西安区                     | 辽源市     | 1983年12月22日 | 将市区划分为龙山区、西安区                                                                       | 吉政函〔1983〕423号                                       | |
| 东昌区                     | 通化市     | 1986年9月8日   | 将市区划分为东昌区、二道江区                                                                     | 国函〔1986〕112号                                         | |
| 二道江区                   | 通化市     | 1986年9月8日   | 将市区划分为东昌区、二道江区                                                                     | 国函〔1986〕112号                                         | |
| 浑江区                     | 白山市     | 1986年9月8日   | 将市区划分为八道江区、临江区、三岔子区                                                           | 国函〔1986〕112号                                         | 2010年2月23日，八道江区更名为浑江区（民函〔2010〕40号） |
| 江源区                     | 白山市     | 2006年6月5日   | 撤县设区                                                                                         | 国函〔2006〕44号                                          | |
| 宁江区                     | 松原市     | 1992年6月6日   | 撤市设区（原县级扶余市）                                                                         | 国函〔1992〕60号                                          | 1995年7月20日，扶余区更名为宁江区（国函〔1995〕68号） |
| 洮北区                     | 白城市     | 1993年6月14日  | 撤市设区（原县级白城市）                                                                         | 国函〔1993〕87号                                          | |
| 黑龙江省（共54个）         |            |                |                                                                                                  |                                                           | |
| 道里区                     | 哈尔滨市   | 1938年7月1日   | 将市区划分为埠头、新阳、南岗、马家、东傅家、西傅家、顾乡、香坊、太平、松浦10个区                 | 哈尔滨市公署公布                                          | 1946年4月28日，埠头区更名为道里区；1953年11月23日，撤销新阳区，并入道里区、顾乡区；1956年10月15日；撤销顾乡区，并入道里区 |
| 南岗区                     | 哈尔滨市   | 1938年7月1日   | 将市区划分为埠头、新阳、南岗、马家、东傅家、西傅家、顾乡、香坊、太平、松浦10个区                 | 哈尔滨市公署公布                                          | 1949年8月12日，撤销马家区，并入南岗区 |
| 香坊区                     | 哈尔滨市   | 1938年7月1日   | 将市区划分为埠头、新阳、南岗、马家、东傅家、西傅家、顾乡、香坊、太平、松浦10个区                 | 哈尔滨市公署公布                                          | 2006年8月15日，撤销动力区，并入香坊区（国函〔2006〕73号） |
| 平房区                     | 哈尔滨市   | 1953年11月23日 | 由香坊区、双城县析置                                                                             | 哈尔滨市人民政府决定                                      | 1967年3月，平房区更名为新曙光区；1972年9月22日，恢复为平房区 |
| 道外区                     | 哈尔滨市   | 1956年10月15日 | 撤销东傅家区、西傅家区，合并设立道外区                                                           | 黑龙江省人民委员会批准                                    | 2004年2月4日，撤销太平区，并入道外区（国函〔2004〕10号） |
| 松北区                     | 哈尔滨市   | 2004年2月4日   | 由道外区、呼兰县析置                                                                             | 国函〔2004〕10号                                          | |
| 呼兰区                     | 哈尔滨市   | 2004年2月4日   | 撤县设区                                                                                         | 国函〔2004〕10号                                          | |
| 阿城区                     | 哈尔滨市   | 2006年8月15日  | 撤市设区                                                                                         | 国函〔2006〕73号                                          | |
| 双城区                     | 哈尔滨市   | 2014年5月2日   | 撤市设区                                                                                         | 国函〔2014〕55号                                          | |
| 昂昂溪区                   | 齐齐哈尔市 | 1954年10月26日 |                                                                                                  |                                                           | |
| 富拉尔基区                 | 齐齐哈尔市 | 1954年10月26日 |                                                                                                  |                                                           | |
| 龙沙区                     | 齐齐哈尔市 | 1954年12月11日 | 将第一至六区调整为铁东、永定、龙沙、北关4个区                                                    |                                                           | 1958年2月11日，撤销北关区，并入龙沙区 |
| 梅里斯达斡尔族区           | 齐齐哈尔市 | 1956年11月8日  | 撤销卧牛吐达斡尔族自治区、榆树屯区、达呼店区、虎尔虎拉区，合并设立梅里斯达斡尔族区               |                                                           | 1958年12月22日，撤销梅里斯达斡尔族区；1961年8月30日，设置郊区；1980年3月1日，郊区更名为梅里斯区；1988年7月11日，梅里斯区更名为梅里斯达斡尔族区（民〔1988〕行批13号）                                                                                                  |
| 建华区                     | 齐齐哈尔市 | 1958年12月22日 | 撤销铁东区、永定区，设立铁锋、火车头、和平、建华4个区                                            |                                                           | |
| 铁锋区                     | 齐齐哈尔市 | 1958年12月22日 | 撤销铁东区、永定区，设立铁锋、火车头、和平、建华4个区                                            | 1961年8月30日，撤销火车头区、和平区，并入铁锋区           | |
| 碾子山区                   | 齐齐哈尔市 | 1960年5月22日  | 原嫩江专区华安区                                                                                 |                                                           | 1983年12月24日，华安区更名为碾子山区（黑政函〔1983〕51号） |
| 鸡冠区                     | 鸡西市     | 1957年1月22日  | 将市区划分为鸡冠、恒山、滴道、梨树、麻山5个区                                                    | 黑龙江省人民委员会批准                                    | |
| 恒山区                     | 鸡西市     | 1957年1月22日  | 将市区划分为鸡冠、恒山、滴道、梨树、麻山5个区                                                    | 黑龙江省人民委员会批准                                    | |
| 滴道区                     | 鸡西市     | 1957年1月22日  | 将市区划分为鸡冠、恒山、滴道、梨树、麻山5个区                                                    | 黑龙江省人民委员会批准                                    | |
| 梨树区                     | 鸡西市     | 1957年1月22日  | 将市区划分为鸡冠、恒山、滴道、梨树、麻山5个区                                                    | 黑龙江省人民委员会批准                                    | |
| 麻山区                     | 鸡西市     | 1957年1月22日  | 将市区划分为鸡冠、恒山、滴道、梨树、麻山5个区                                                    | 黑龙江省人民委员会批准                                    | |
| 城子河区                   | 鸡西市     | 1970年10月2日  | 由鸡冠区析置                                                                                     | 鸡西市革命委员会批准                                      | |
| 向阳区                     | 鹤岗市     | 1960年12月10日 | 将市区划分为西山、新街基、南山、兴山、兴安、大陆、东山、新一、新华9个区                          | 黑龙江省人民委员会批准                                    | 1962年，撤销新华区；1966年8月31日，西山、新街基、南山、兴山、兴安、大陆、东山、新一8个区分别更名为向阳、工农、东风、红卫、红旗、跃进、群力、防修区；1980年4月24日，撤销东风区、跃进区，恢复南山区，撤销群力区、反修区，恢复东山区，红卫区、红旗区恢复为兴山区、兴安区 |
| 工农区                     | 鹤岗市     | 1960年12月10日 | 将市区划分为西山、新街基、南山、兴山、兴安、大陆、东山、新一、新华9个区                          | 黑龙江省人民委员会批准                                    | 1962年，撤销新华区；1966年8月31日，西山、新街基、南山、兴山、兴安、大陆、东山、新一8个区分别更名为向阳、工农、东风、红卫、红旗、跃进、群力、防修区；1980年4月24日，撤销东风区、跃进区，恢复南山区，撤销群力区、反修区，恢复东山区，红卫区、红旗区恢复为兴山区、兴安区 |
| 南山区                     | 鹤岗市     | 1960年12月10日 | 将市区划分为西山、新街基、南山、兴山、兴安、大陆、东山、新一、新华9个区                          | 黑龙江省人民委员会批准                                    | 1962年，撤销新华区；1966年8月31日，西山、新街基、南山、兴山、兴安、大陆、东山、新一8个区分别更名为向阳、工农、东风、红卫、红旗、跃进、群力、防修区；1980年4月24日，撤销东风区、跃进区，恢复南山区，撤销群力区、反修区，恢复东山区，红卫区、红旗区恢复为兴山区、兴安区 |
| 兴安区                     | 鹤岗市     | 1960年12月10日 | 将市区划分为西山、新街基、南山、兴山、兴安、大陆、东山、新一、新华9个区                          | 黑龙江省人民委员会批准                                    | 1962年，撤销新华区；1966年8月31日，西山、新街基、南山、兴山、兴安、大陆、东山、新一8个区分别更名为向阳、工农、东风、红卫、红旗、跃进、群力、防修区；1980年4月24日，撤销东风区、跃进区，恢复南山区，撤销群力区、反修区，恢复东山区，红卫区、红旗区恢复为兴山区、兴安区 |
| 东山区                     | 鹤岗市     | 1960年12月10日 | 将市区划分为西山、新街基、南山、兴山、兴安、大陆、东山、新一、新华9个区                          | 黑龙江省人民委员会批准                                    | 1962年，撤销新华区；1966年8月31日，西山、新街基、南山、兴山、兴安、大陆、东山、新一8个区分别更名为向阳、工农、东风、红卫、红旗、跃进、群力、防修区；1980年4月24日，撤销东风区、跃进区，恢复南山区，撤销群力区、反修区，恢复东山区，红卫区、红旗区恢复为兴山区、兴安区 |
| 兴山区                     | 鹤岗市     | 1960年12月10日 | 将市区划分为西山、新街基、南山、兴山、兴安、大陆、东山、新一、新华9个区                          | 黑龙江省人民委员会批准                                    | 1962年，撤销新华区；1966年8月31日，西山、新街基、南山、兴山、兴安、大陆、东山、新一8个区分别更名为向阳、工农、东风、红卫、红旗、跃进、群力、防修区；1980年4月24日，撤销东风区、跃进区，恢复南山区，撤销群力区、反修区，恢复东山区，红卫区、红旗区恢复为兴山区、兴安区 |
| 尖山区                     | 双鸭山市   | 1980年4月15日  | 将市区划分为尖山、岭东、岭西、四方台、宝山5个区                                                  | 黑龙江省人民政府批准                                      | |
| 岭东区                     | 双鸭山市   | 1980年4月15日  | 将市区划分为尖山、岭东、岭西、四方台、宝山5个区                                                  | 黑龙江省人民政府批准                                      | 1987年11月6日，撤销岭西区，并入岭东区（国函〔1987〕177号） |
| 四方台区                   | 双鸭山市   | 1980年4月15日  | 将市区划分为尖山、岭东、岭西、四方台、宝山5个区                                                  | 黑龙江省人民政府批准                                      | |
| 宝山区                     | 双鸭山市   | 1980年4月15日  | 将市区划分为尖山、岭东、岭西、四方台、宝山5个区                                                  | 黑龙江省人民政府批准                                      | |
| 萨尔图区                   | 大庆市     | 1974年7月2日   | 将市区划分为萨尔图区、龙凤区、让胡路区                                                           | 黑龙江省革命委员会批准                                    | |
| 龙凤区                     | 大庆市     | 1974年7月2日   | 将市区划分为萨尔图区、龙凤区、让胡路区                                                           | 黑龙江省革命委员会批准                                    | |
| 让胡路区                   | 大庆市     | 1974年7月2日   | 将市区划分为萨尔图区、龙凤区、让胡路区                                                           | 黑龙江省革命委员会批准                                    | |
| 大同区                     | 大庆市     | 1979年7月16日  | 由安达县析置                                                                                     | 黑龙江省革命委员会批准                                    | |
| 红岗区                     | 大庆市     | 1980年3月10日  | 由安达县析置                                                                                     | 黑龙江省人民政府批准                                      | |
| 友好区                     | 伊春市     | 1964年12月21日 |                                                                                                  | 黑龙江省人民委员会批准                                    | 2019年6月29日，撤销上甘岭区，并入友好区（国函〔2019〕63号） |
| 伊美区                     | 伊春市     | 2019年6月29日  | 撤销伊春区、美溪区，合并设立伊美区                                                               | 国函〔2019〕63号                                          | |
| 乌翠区                     | 伊春市     | 2019年6月29日  | 撤销乌马河区、翠峦区，合并设立乌翠区                                                             | 国函〔2019〕63号                                          | |
| 金林区                     | 伊春市     | 2019年6月29日  | 撤销西林区、金山屯区，合并设立金林区                                                             | 国函〔2019〕63号                                          | |
| 向阳区                     | 佳木斯市   | 1958年1月15日  | 将市区划分为长安区、佳西区、和平区                                                               | 黑龙江省人民委员会批准                                    | 1968年4月28日，撤销佳西区，并入长安区，长安区更名为向阳区 |
| 前进区                     | 佳木斯市   | 1958年1月15日  | 将市区划分为长安区、佳西区、和平区                                                               | 黑龙江省人民委员会批准                                    | 1968年4月28日，和平区更名为前进区 |
| 东风区                     | 佳木斯市   | 1961年1月6日   | 由和平区析置佳东区                                                                               | 黑龙江省人民委员会批准                                    | 1968年4月28日，佳东区更名为东风区 |
| 郊区                       | 佳木斯市   | 1972年2月5日   | 设立郊区                                                                                         | 佳木斯市革命委员会批准                                    | 2006年7月27日，撤销永红区，并入郊区（国函〔2006〕63号） |
| 新兴区                     | 七台河市   | 1984年1月20日  | 将市区划分为新兴区、桃山区、茄子河区                                                             | 黑龙江省人民政府批准                                      | |
| 桃山区                     | 七台河市   | 1984年1月20日  | 将市区划分为新兴区、桃山区、茄子河区                                                             | 黑龙江省人民政府批准                                      | |
| 茄子河区                   | 七台河市   | 1984年1月20日  | 将市区划分为新兴区、桃山区、茄子河区                                                             | 黑龙江省人民政府批准                                      | |
| 东安区                     | 牡丹江市   | 1958年1月15日  | 将市区划分为爱民区、东安区、西安区、郊区                                                         | 黑龙江省人民委员会批准                                    | 1997年9月30日，撤销郊区，并入爱民、东安、西安、阳明4个区（国函〔1997〕90号） |
| 爱民区                     | 牡丹江市   | 1958年1月15日  | 将市区划分为爱民区、东安区、西安区、郊区                                                         | 黑龙江省人民委员会批准                                    | 1997年9月30日，撤销郊区，并入爱民、东安、西安、阳明4个区（国函〔1997〕90号） |
| 西安区                     | 牡丹江市   | 1958年1月15日  | 将市区划分为爱民区、东安区、西安区、郊区                                                         | 黑龙江省人民委员会批准                                    | 1997年9月30日，撤销郊区，并入爱民、东安、西安、阳明4个区（国函〔1997〕90号） |
| 阳明区                     | 牡丹江市   | 1980年4月15日  | 由东安区、爱民区析置                                                                             | 黑龙江省人民政府批准                                      | 1997年9月30日，撤销郊区，并入爱民、东安、西安、阳明4个区（国函〔1997〕90号） |
| 爱辉区                     | 黑河市     | 1993年2月8日   | 撤市设区（原县级黑河市）                                                                         | 国函〔1993〕12号                                          | |
| 北林区                     | 绥化市     | 1999年12月28日 | 撤市设区（原县级绥化市）                                                                         | 国函〔1999〕154号                                         | |
| 江苏省（共55个）           |            |                |                                                                                                  |                                                           | |
| 玄武区                     | 南京市     | 1955年11月15日 | 第一至十一区分别更名为玄武、白下、秦淮、建邺、鼓楼、下关、浦口、燕子矶、栖霞、雨花台、中山陵园区 | 南京市人民委员会报告备案                                  | |
| 秦淮区                     | 南京市     | 1955年11月15日 | 第一至十一区分别更名为玄武、白下、秦淮、建邺、鼓楼、下关、浦口、燕子矶、栖霞、雨花台、中山陵园区 | 南京市人民委员会报告备案                                  | 2013年2月8日，撤销白下区，并入秦淮区（国函〔2013〕24号） |
| 建邺区                     | 南京市     | 1955年11月15日 | 第一至十一区分别更名为玄武、白下、秦淮、建邺、鼓楼、下关、浦口、燕子矶、栖霞、雨花台、中山陵园区 | 南京市人民委员会报告备案                                  | |
| 鼓楼区                     | 南京市     | 1955年11月15日 | 第一至十一区分别更名为玄武、白下、秦淮、建邺、鼓楼、下关、浦口、燕子矶、栖霞、雨花台、中山陵园区 | 南京市人民委员会报告备案                                  | 2013年2月8日，撤销下关区，并入鼓楼区（国函〔2013〕24号） |
| 浦口区                     | 南京市     | 1955年11月15日 | 第一至十一区分别更名为玄武、白下、秦淮、建邺、鼓楼、下关、浦口、燕子矶、栖霞、雨花台、中山陵园区 | 南京市人民委员会报告备案                                  | 2002年4月3日，撤销江浦县，并入浦口区（国函〔2002〕23号） |
| 栖霞区                     | 南京市     | 1955年11月15日 | 第一至十一区分别更名为玄武、白下、秦淮、建邺、鼓楼、下关、浦口、燕子矶、栖霞、雨花台、中山陵园区 | 南京市人民委员会报告备案                                  | 1958年11月5日，撤销燕子矶、栖霞、雨花台、中山陵园4个区，合并设立郊区；1960年9月19日，撤销郊区；1963年4月17日，设立燕子矶、栖霞、中山陵园、雨花台、江东5个区；1965年5月19日，撤销中山陵园区、燕子矶区、江东区，并入栖霞区、雨花台区                                    |
| 雨花台区                   | 南京市     | 1955年11月15日 | 第一至十一区分别更名为玄武、白下、秦淮、建邺、鼓楼、下关、浦口、燕子矶、栖霞、雨花台、中山陵园区 | 南京市人民委员会报告备案                                  | 1958年11月5日，撤销燕子矶、栖霞、雨花台、中山陵园4个区，合并设立郊区；1960年9月19日，撤销郊区；1963年4月17日，设立燕子矶、栖霞、中山陵园、雨花台、江东5个区；1965年5月19日，撤销中山陵园区、燕子矶区、江东区，并入栖霞区、雨花台区                                    |
| 江宁区                     | 南京市     | 2000年12月21日 | 撤县设区                                                                                         | 国函〔2000〕131号                                         | |
| 六合区                     | 南京市     | 2002年4月3日   | 撤销大厂区、六合县，合并设立六合区                                                               | 国函〔2002〕23号                                          | |
| 溧水区                     | 南京市     | 2013年2月8日   | 撤县设区                                                                                         | 国函〔2013〕24号                                          | |
| 高淳区                     | 南京市     | 2013年2月8日   | 撤县设区                                                                                         | 国函〔2013〕24号                                          | |
| 滨湖区                     | 无锡市     | 1955年7月12日  | 撤销第六、七、八区，合并设立郊区                                                                 | 无锡市人民委员会报告备案                                  | 2000年12月21日，撤销马山区，并入郊区，郊区更名为滨湖区（国函〔2000〕133号） |
| 锡山区                     | 无锡市     | 2000年12月21日 | 撤销锡山市，设立锡山区、惠山区                                                                   | 国函〔2000〕133号                                         | |
| 惠山区                     | 无锡市     | 2000年12月21日 | 撤销锡山市，设立锡山区、惠山区                                                                   | 国函〔2000〕133号                                         | |
| 梁溪区                     | 无锡市     | 2015年10月13日 | 撤销崇安区、南长区、北塘区，合并设立梁溪区                                                       | 国函〔2015〕184号                                         | |
| 新吴区                     | 无锡市     | 2015年10月13日 | 由锡山区、滨湖区析置                                                                             | 国函〔2015〕184号                                         | |
| 鼓楼区                     | 徐州市     | 1955年8月26日  | 第一至四区分别更名为鼓楼、子房、云龙、王陵区                                                     | 徐州市人民委员会报告备案                                  | |
| 云龙区                     | 徐州市     | 1955年8月26日  | 第一至四区分别更名为鼓楼、子房、云龙、王陵区                                                     | 徐州市人民委员会报告备案                                  | |
| 贾汪区                     | 徐州市     | 1964年11月17日 | 由贾汪镇改置                                                                                     | 江苏省人民委员会批准                                      | 1965年10月26日，贾汪矿区更名为贾汪区 |
| 泉山区                     | 徐州市     | 1983年3月29日  | 设立郊区                                                                                         | 江苏省人民政府批准                                        | 1993年9月2日，郊区更名为泉山区（民行批〔1993〕173号） |
| 铜山区                     | 徐州市     | 2010年9月5日   | 撤县设区                                                                                         | 国函〔2010〕90号                                          | |
| 天宁区                     | 常州市     | 1955年11月15日 | 撤销东区、西区、南区、北区、戚墅堰5个区，设立天宁区、广化区、钟楼区                              | 常州市人民委员会报告备案                                  | 1986年9月8日，撤销广化区，并入钟楼区、天宁区（国函〔1986〕113号） |
| 钟楼区                     | 常州市     | 1955年11月15日 | 撤销东区、西区、南区、北区、戚墅堰5个区，设立天宁区、广化区、钟楼区                              | 常州市人民委员会报告备案                                  | 1986年9月8日，撤销广化区，并入钟楼区、天宁区（国函〔1986〕113号） |
| 新北区                     | 常州市     | 1959年1月17日  | 设立郊区                                                                                         | 常州市人民委员会报告备案                                  | 2002年4月3日，郊区更名为新北区（国函〔2002〕22号） |
| 武进区                     | 常州市     | 2002年4月3日   | 撤市设区                                                                                         | 国函〔2002〕22号                                          | 2015年4月28日，撤销戚墅堰区，并入武进区（国函〔2015〕75号） |
| 金坛区                     | 常州市     | 2015年4月28日  | 撤市设区                                                                                         | 国函〔2015〕75号                                          | |
| 虎丘区                     | 苏州市     | 1983年11月24日 | 由郊区办事处改置                                                                                 | 江苏省人民政府批准                                        | 2000年1月5日，郊区更名为虎丘区 |
| 吴中区                     | 苏州市     | 2000年12月31日 | 撤销吴县市，设立吴中区、相城区                                                                   | 国函〔2000〕136号                                         | |
| 相城区                     | 苏州市     | 2000年12月31日 | 撤销吴县市，设立吴中区、相城区                                                                   | 国函〔2000〕136号                                         | |
| 姑苏区                     | 苏州市     | 2012年8月17日  | 撤销沧浪区、平江区、金阊区，合并设立姑苏区                                                       | 国函〔2012〕102号                                         | |
| 吴江区                     | 苏州市     | 2012年8月17日  | 撤市设区                                                                                         | 国函〔2012〕102号                                         | |
| 崇川区                     | 南通市     | 1983年2月16日  | 撤销城中区、港闸区，合并设立城区                                                                 | 江苏省人民政府批准                                        | 1991年5月6日，城区更名为崇川区（民行批〔1991〕9号）；2020年6月5日，撤销港闸区，并入崇川区（国函〔2020〕79号） |
| 通州区                     | 南通市     | 2009年3月23日  | 撤市设区                                                                                         | 国函〔2009〕34号                                          | |
| 海门区                     | 南通市     | 2020年6月5日   | 撤市设区                                                                                         | 国函〔2020〕79号                                          | |
| 连云区                     | 连云港市   | 1969年10月     | 由连云港办事处改置                                                                               | 连云港市革命委员会报告备案                                | 2001年10月1日，撤销云台区，并入新浦区、连云区（国函〔2001〕129号）；2014年5月2日，撤销新浦区，并入海州区（国函〔2014〕56号） |
| 海州区                     | 连云港市   | 1986年4月7日   | 撤销新海区，设立新浦区、海州区                                                                   | 国函〔1986〕51号                                          | 2001年10月1日，撤销云台区，并入新浦区、连云区（国函〔2001〕129号）；2014年5月2日，撤销新浦区，并入海州区（国函〔2014〕56号） |
| 赣榆区                     | 连云港市   | 2014年5月2日   | 撤县设区                                                                                         | 国函〔2014〕56号                                          | |
| 淮安区                     | 淮安市     | 2000年12月21日 | 撤销县级淮安市，设立楚州区                                                                       | 国函〔2000〕132号                                         | 2011年12月30日，楚州区更名为淮安区（民函〔2011〕357号） |
| 淮阴区                     | 淮安市     | 2000年12月21日 | 撤县设区                                                                                         | 国函〔2000〕132号                                         | |
| 清江浦区                   | 淮安市     | 2016年6月8日   | 撤销清河区、清浦区，合并设立清江浦区                                                             | 国函〔2016〕100号                                         | |
| 洪泽区                     | 淮安市     | 2016年6月8日   | 撤县设区                                                                                         | 国函〔2016〕100号                                         | |
| 亭湖区                     | 盐城市     | 1983年2月12日  | 将市区划分为城区、郊区                                                                           | 苏政发〔1983〕25号                                        | 2003年12月18日，城区更名为亭湖区（国函〔2003〕130号） |
| 盐都区                     | 盐城市     | 2003年12月18日 | 撤县设区                                                                                         | 国函〔2003〕130号                                         | |
| 大丰区                     | 盐城市     | 2015年7月23日  | 撤市设区                                                                                         | 国函〔2015〕120号                                         | |
| 广陵区                     | 扬州市     | 1983年2月26日  | 将市区划分为广陵区、郊区                                                                         | 江苏省人民政府批准                                        | |
| 邗江区                     | 扬州市     | 2000年12月21日 | 撤县设区                                                                                         | 国函〔2000〕130号                                         | 2011年10月22日，撤销维扬区，并入邗江区（国函〔2011〕132号） |
| 江都区                     | 扬州市     | 2011年10月22日 | 撤市设区                                                                                         | 国函〔2011〕132号                                         | |
| 京口区                     | 镇江市     | 1983年8月17日  | 撤销金山区、北固区，合并设立城区                                                                 | 江苏省人民政府批准                                        | 1984年10月13日，城区更名为京口区 |
| 润州区                     | 镇江市     | 1983年8月17日  | 撤销谏壁区、郊区，合并设立郊区                                                                   | 江苏省人民政府批准                                        | 1984年10月13日，郊区更名为润州区 |
| 丹徒区                     | 镇江市     | 2002年4月3日   | 撤县设区                                                                                         | 国函〔2002〕24号                                          | |
| 海陵区                     | 泰州市     | 1996年7月19日  | 撤市设区（原县级泰州市）                                                                         | 国函〔1996〕57号                                          | |
| 高港区                     | 泰州市     | 1997年8月20日  | 由海陵区析置                                                                                     | 国函〔1997〕77号                                          | |
| 姜堰区                     | 泰州市     | 2012年12月17日 | 撤市设区                                                                                         | 国函〔2012〕208号                                         | |
| 宿城区                     | 宿迁市     | 1996年7月19日  | 撤销县级宿迁市，设立宿城区、宿豫县                                                               | 国函〔1996〕58号                                          | |
| 宿豫区                     | 宿迁市     | 2004年1月15日  | 撤县设区                                                                                         | 国函〔2004〕6号                                           | |
| 浙江省（共37个）           |            |                |                                                                                                  |                                                           | |
| 上城区                     | 杭州市     | 1949年5月3日   | 第一至第八区调整为上城、中城、下城、西湖、江干、艮山、笕桥、拱墅8个区                            | 浙江省人民政府批准                                        | 1957年4月16日，撤销中城区，并入上城区、下城区；2021年3月3日，撤销江干区，并入上城区（国函〔2021〕29号） |
| 拱墅区                     | 杭州市     | 1949年5月3日   | 第一至第八区调整为上城、中城、下城、西湖、江干、艮山、笕桥、拱墅8个区                            | 浙江省人民政府批准                                        | 1990年1月17日，撤销半山区，并入拱墅区（民行批〔1990〕14号）；2021年3月3日，撤销下城区，并入拱墅区（国函〔2021〕29号） |
| 西湖区                     | 杭州市     | 1949年5月3日   | 第一至第八区调整为上城、中城、下城、西湖、江干、艮山、笕桥、拱墅8个区                            | 浙江省人民政府批准                                        | |
| 滨江区                     | 杭州市     | 1996年12月12日 | 由西湖区析置                                                                                     | 国函〔1996〕121号                                         | |
| 萧山区                     | 杭州市     | 2001年2月2日   | 撤市设区                                                                                         | 国函〔2001〕13号                                          | |
| 余杭区                     | 杭州市     | 2001年2月2日   | 撤市设区                                                                                         | 国函〔2001〕13号                                          | |
| 富阳区                     | 杭州市     | 2014年12月13日 | 撤市设区                                                                                         | 国函〔2014〕157号                                         | |
| 临安区                     | 杭州市     | 2017年7月18日  | 撤市设区                                                                                         | 国函〔2017〕102号                                         | |
| 临平区                     | 杭州市     | 2021年3月3日   | 由余杭区析置                                                                                     | 国函〔2021〕29号                                          | |
| 钱塘区                     | 杭州市     | 2021年3月3日   | 由原江干区及萧山区析置                                                                           | 国函〔2021〕29号                                          | |
| 海曙区                     | 宁波市     | 1951年11月7日  | 将市区划分为海曙、镇明、江东、江北4个区                                                          | 浙江省人民政府批准                                        | 1984年1月27日，撤销镇明区，并入海曙区（浙政发〔1984〕13号） |
| 江北区                     | 宁波市     | 1951年11月7日  | 将市区划分为海曙、镇明、江东、江北4个区                                                          | 浙江省人民政府批准                                        | |
| 北仑区                     | 宁波市     | 1985年7月1日   | 由鄞县、镇海县析置滨海区                                                                         | （85）国函字99号                                          | 1987年9月14日，滨海区更名为北仑区（国函〔1987〕153号） |
| 镇海区                     | 宁波市     | 1985年7月1日   | 撤县设区                                                                                         | （85）国函字99号                                          | |
| 鄞州区                     | 宁波市     | 2002年2月1日   | 撤县设区（原鄞县）                                                                               | 国函〔2002〕8号                                           | 2016年9月14日，撤销江东区，并入鄞州区（国函〔2016〕158号） |
| 奉化区                     | 宁波市     | 2016年9月14日  | 撤市设区                                                                                         | 国函〔2016〕158号                                         | |
| 鹿城区                     | 温州市     | 1983年9月5日   | 撤销东城区、南城区、西城区，合并设立城区                                                         | 浙政发〔1983〕130号                                       | 1984年12月6日，城区更名为鹿城区（浙政发〔1984〕269号） |
| 龙湾区                     | 温州市     | 1984年12月6日  | 由鹿城区、瓯海县析置                                                                             | 浙政发〔1984〕269号                                       | |
| 瓯海区                     | 温州市     | 1992年3月9日   | 撤县设区                                                                                         | 民行批〔1992〕24号                                        | |
| 洞头区                     | 温州市     | 2015年7月23日  | 撤县设区                                                                                         | 国函〔2015〕122号                                         | |
| 南湖区                     | 嘉兴市     | 1983年7月27日  | 撤销县级嘉兴市，设立城区、郊区                                                                   | （83）国函字145号                                         | 1993年12月1日，城区更名为秀城区（民行批〔1993〕238号）；2005年5月17日，秀城区更名为南湖区（民函〔2005〕103号） |
| 秀洲区                     | 嘉兴市     | 1983年7月27日  | 撤销县级嘉兴市，设立城区、郊区                                                                   | （83）国函字145号                                         | 1999年6月21日，郊区更名为秀洲区（民行批〔1999〕44号） |
| 吴兴区                     | 湖州市     | 2003年1月2日   | 将市区划分为吴兴区、南浔区                                                                       | 国函〔2003〕2号                                           | |
| 南浔区                     | 湖州市     | 2003年1月2日   | 将市区划分为吴兴区、南浔区                                                                       | 国函〔2003〕2号                                           | |
| 越城区                     | 绍兴市     | 1983年7月27日  | 撤销县级绍兴市，设立越城区、绍兴县                                                               | （83）国函字145号                                         | |
| 柯桥区                     | 绍兴市     | 2013年10月18日 | 撤县设区（原绍兴县）                                                                             | 国函〔2013〕112号                                         | |
| 上虞区                     | 绍兴市     | 2013年10月18日 | 撤市设区                                                                                         | 国函〔2013〕112号                                         | |
| 婺城区                     | 金华市     | 1985年5月15日  | 撤销县级金华市，设立婺城区、金华县                                                               | （85）国函字68号                                          | |
| 金东区                     | 金华市     | 2000年12月30日 | 撤县设区（原金华县）                                                                             | 国函〔2000〕138号                                         | |
| 柯城区                     | 衢州市     | 1985年5月15日  | 撤销县级衢州市，设立柯城区、衢县                                                                 | （85）国函字68号                                          | |
| 衢江区                     | 衢州市     | 2001年12月10日 | 撤县设区（原衢县）                                                                               | 国函〔2001〕161号                                         | |
| 定海区                     | 舟山市     | 1987年1月23日  | 撤县设区                                                                                         | 国函〔1987〕20号                                          | |
| 普陀区                     | 舟山市     | 1987年1月23日  | 撤县设区                                                                                         | 国函〔1987〕20号                                          | |
| 椒江区                     | 台州市     | 1994年8月22日  | 撤市设区                                                                                         | 国函〔1994〕86号                                          | |
| 黄岩区                     | 台州市     | 1994年8月22日  | 撤销县级黄岩市，设立黄岩区、路桥区                                                               | 国函〔1994〕86号                                          | |
| 路桥区                     | 台州市     | 1994年8月22日  | 撤销县级黄岩市，设立黄岩区、路桥区                                                               | 国函〔1994〕86号                                          | |
| 莲都区                     | 丽水市     | 2000年5月20日  | 撤市设区（原县级丽水市）                                                                         | 国函〔2000〕46号                                          | |
| 安徽省（共45个）           |            |                |                                                                                                  |                                                           | |
| 瑶海区                     | 合肥市     | 1951年11月     | 将市区划分为车站区、东市区、西市区                                                               |                                                           | 1960年3月17日，郊区更名为蜀山区，6月5日，车站区、东市区、蜀山区分别更名为东市区、南市区、北市区；1963年5月18日，北市区更名为郊区，8月16日，南市区更名为中市区；2002年2月1日，东市区、中市区、西市区、郊区分别更名为瑶海区、庐阳区、蜀山区、包河区（国函〔2002〕10号） |
| 庐阳区                     | 合肥市     | 1951年11月     | 将市区划分为车站区、东市区、西市区                                                               |                                                           | 1960年3月17日，郊区更名为蜀山区，6月5日，车站区、东市区、蜀山区分别更名为东市区、南市区、北市区；1963年5月18日，北市区更名为郊区，8月16日，南市区更名为中市区；2002年2月1日，东市区、中市区、西市区、郊区分别更名为瑶海区、庐阳区、蜀山区、包河区（国函〔2002〕10号） |
| 蜀山区                     | 合肥市     | 1951年11月     | 将市区划分为车站区、东市区、西市区                                                               |                                                           | 1960年3月17日，郊区更名为蜀山区，6月5日，车站区、东市区、蜀山区分别更名为东市区、南市区、北市区；1963年5月18日，北市区更名为郊区，8月16日，南市区更名为中市区；2002年2月1日，东市区、中市区、西市区、郊区分别更名为瑶海区、庐阳区、蜀山区、包河区（国函〔2002〕10号） |
| 包河区                     | 合肥市     | 1954年10月4日  | 撤销东郊区、西郊区，合并设立郊区                                                                 | 安徽省人民政府批准                                        | 1960年3月17日，郊区更名为蜀山区，6月5日，车站区、东市区、蜀山区分别更名为东市区、南市区、北市区；1963年5月18日，北市区更名为郊区，8月16日，南市区更名为中市区；2002年2月1日，东市区、中市区、西市区、郊区分别更名为瑶海区、庐阳区、蜀山区、包河区（国函〔2002〕10号） |
| 镜湖区                     | 芜湖市     | 1961年1月5日   | 撤销长街区、环城区，合并设立镜湖区                                                               | 安徽省人民委员会批准                                      | |
| 弋江区                     | 芜湖市     | 1961年1月5日   | 由环城区、长街区析置马塘区（原河南区）                                                           | 安徽省人民委员会批准                                      | 2005年9月13日，马塘区更名为弋江区（国函〔2005〕77号）；2020年6月5日，撤销三山区，并入弋江区（国函〔2020〕80号） |
| 鸠江区                     | 芜湖市     | 1990年2月28日  | 撤销裕溪口区、四褐山区、郊区，设立鸠江区                                                         | 民行批〔1990〕31号                                        | |
| 湾沚区                     | 芜湖市     | 2020年6月5日   | 撤县设区（原芜湖县）                                                                             | 国函〔2020〕80号                                          | |
| 繁昌区                     | 芜湖市     | 2020年6月5日   | 撤县设区                                                                                         | 国函〔2020〕80号                                          | |
| 龙子湖区                   | 蚌埠市     | 1951年7月25日  | 将市区划分为东市区、中市区、西市区                                                               |                                                           | 2004年1月10日，东市区、中市区、西市区、郊区分别更名为龙子湖区、蚌山区、禹会区、淮上区（国函〔2004〕4号） |
| 蚌山区                     | 蚌埠市     | 1951年7月25日  | 将市区划分为东市区、中市区、西市区                                                               |                                                           | 2004年1月10日，东市区、中市区、西市区、郊区分别更名为龙子湖区、蚌山区、禹会区、淮上区（国函〔2004〕4号） |
| 禹会区                     | 蚌埠市     | 1951年7月25日  | 将市区划分为东市区、中市区、西市区                                                               |                                                           | 2004年1月10日，东市区、中市区、西市区、郊区分别更名为龙子湖区、蚌山区、禹会区、淮上区（国函〔2004〕4号） |
| 淮上区                     | 蚌埠市     | 1980年5月30日  | 设立郊区                                                                                         | 安徽省人民政府批准                                        | 2004年1月10日，东市区、中市区、西市区、郊区分别更名为龙子湖区、蚌山区、禹会区、淮上区（国函〔2004〕4号） |
| 大通区                     | 淮南市     | 1953年5月13日  | 将市区划分为大通、田家庵、八公山、九龙岗4个区                                                    | 安徽省人民政府批准                                        | 1955年1月5日，撤销九龙岗区，并入大通区 |
| 田家庵区                   | 淮南市     | 1953年5月13日  | 将市区划分为大通、田家庵、八公山、九龙岗4个区                                                    | 安徽省人民政府批准                                        | |
| 八公山区                   | 淮南市     | 1953年5月13日  | 将市区划分为大通、田家庵、八公山、九龙岗4个区                                                    | 安徽省人民政府批准                                        | |
| 谢家集区                   | 淮南市     | 1961年5月23日  | 由八公山区析置                                                                                   | 安徽省人民委员会批准                                      | |
| 潘集区                     | 淮南市     | 1980年10月3日  | 由凤台县析置                                                                                     | 国发〔1980〕？号                                          | |
| 花山区                     | 马鞍山市   | 1975年9月9日   | 撤销市区、采石区，设立四新、花山、雨山、向山、郊区5个区                                          | 安徽省革命委员会批准                                      | 2001年7月1日，撤销向山区，并入花山区、雨山区（国函〔2001〕75号）；2012年8月17日，撤销金家庄区，并入花山区（国函〔2012〕103号） |
| 雨山区                     | 马鞍山市   | 1975年9月9日   | 撤销市区、采石区，设立四新、花山、雨山、向山、郊区5个区                                          | 安徽省革命委员会批准                                      | 2001年7月1日，撤销向山区，并入花山区、雨山区（国函〔2001〕75号）；2012年8月17日，撤销金家庄区，并入花山区（国函〔2012〕103号） |
| 博望区                     | 马鞍山市   | 2012年8月17日  | 由当涂县析置                                                                                     | 国函〔2012〕103号                                         | |
| 相山区                     | 淮北市     | 1971年1月      | 将市区划分为相山区、郊区                                                                         | 安徽省人民委员会批准                                      | 1984年3月20日，撤销郊区，并入相山区、烈山区、杜集区 |
| 杜集区                     | 淮北市     | 1980年3月29日  |                                                                                                  | 安徽省人民政府批准                                        | 1984年3月20日，撤销郊区，并入相山区、烈山区、杜集区 |
| 烈山区                     | 淮北市     | 1980年3月29日  |                                                                                                  | 安徽省人民政府批准                                        | 1984年3月20日，撤销郊区，并入相山区、烈山区、杜集区 |
| 郊区                       | 铜陵市     | 1971年5月6日   | 将市区划分为铜山区、郊区                                                                         | 铜陵特区革命委员会批准                                    | 1987年8月17日，撤销铜山区，并入郊区（国函〔1987〕143号） |
| 铜官区                     | 铜陵市     | 2015年10月13日 | 撤销铜官山区、狮子山区，合并设立铜官区                                                           | 国函〔2015〕181号                                         | |
| 义安区                     | 铜陵市     | 2015年12月3日  | 撤县设区（原铜陵县）                                                                             | 国函〔2015〕206号                                         | |
| 迎江区                     | 安庆市     | 1949年4月23日  | 将市区划分为中心、枞阳、集贤、大观4个区                                                          |                                                           | 1952年4月15日，撤销中心区；枞阳区、集贤区、大观区分别更名为城东区、城中区、城西区；1955年6月17日，撤销城中区，并入城西区；1955年9月16日，城东区、城西区分别更名为东市区、西市区；1960年5月22日，东市区、西市区分别更名为迎江区、大观区                                |
| 大观区                     | 安庆市     | 1949年4月23日  | 将市区划分为中心、枞阳、集贤、大观4个区                                                          |                                                           | 1952年4月15日，撤销中心区；枞阳区、集贤区、大观区分别更名为城东区、城中区、城西区；1955年6月17日，撤销城中区，并入城西区；1955年9月16日，城东区、城西区分别更名为东市区、西市区；1960年5月22日，东市区、西市区分别更名为迎江区、大观区                                |
| 宜秀区                     | 安庆市     | 1955年5月17日  | 设立郊区                                                                                         | 安徽省人民委员会批准                                      | 2005年5月13日，郊区更名为宜秀区（国函〔2005〕38号） |
| 屯溪区                     | 黄山市     | 1987年11月27日 | 撤市设区                                                                                         | 国函〔1987〕185号                                         | |
| 黄山区                     | 黄山市     | 1987年11月27日 | 撤市设区                                                                                         | 国函〔1987〕185号                                         | |
| 徽州区                     | 黄山市     | 1987年11月27日 | 由歙县析置                                                                                       | 国函〔1987〕185号                                         | |
| 琅琊区                     | 滁州市     | 1992年12月20日 | 撤销县级滁州市，设立琅琊区、南谯区                                                               | 国函〔1992〕201号                                         | |
| 南谯区                     | 滁州市     | 1992年12月20日 | 撤销县级滁州市，设立琅琊区、南谯区                                                               | 国函〔1992〕201号                                         | |
| 颍州区                     | 阜阳市     | 1996年1月1日   | 撤销县级阜阳市，设立颍州区、颍东区、颍泉区                                                       | 国函〔1996〕1号                                           | |
| 颍东区                     | 阜阳市     | 1996年1月1日   | 撤销县级阜阳市，设立颍州区、颍东区、颍泉区                                                       | 国函〔1996〕1号                                           | |
| 颍泉区                     | 阜阳市     | 1996年1月1日   | 撤销县级阜阳市，设立颍州区、颍东区、颍泉区                                                       | 国函〔1996〕1号                                           | |
| 埇桥区                     | 宿州市     | 1998年12月6日  | 撤市设区（原县级宿州市）                                                                         | 国函〔1998〕102号                                         | |
| 金安区                     | 六安市     | 1999年9月2日   | 撤销县级六安市，设立金安区、裕安区                                                               | 国函〔1999〕109号                                         | |
| 裕安区                     | 六安市     | 1999年9月2日   | 撤销县级六安市，设立金安区、裕安区                                                               | 国函〔1999〕109号                                         | |
| 叶集区                     | 六安市     | 2015年10月13日 | 由霍邱县析置                                                                                     | 国函〔2015〕181号                                         | |
| 谯城区                     | 亳州市     | 2000年5月21日  | 撤市设区（原县级亳州市）                                                                         | 国函〔2000〕47号                                          | |
| 贵池区                     | 池州市     | 2000年6月25日  | 撤市设区                                                                                         | 国函〔2000〕85号                                          | |
| 宣州区                     | 宣城市     | 2000年6月25日  | 撤市设区                                                                                         | 国函〔2000〕87号                                          | |
| 福建省（共31个）           |            |                |                                                                                                  |                                                           | |
| 鼓楼区                     | 福州市     | 1951年8月28日  | 将市区划分为鼓楼、大根、小桥、台江、仓山、水上、盖山、鼓山、洪山9个区                            | 福州市人民政府报告备案                                    | 1956年5月3日，撤销大根区，并入鼓楼区 |
| 台江区                     | 福州市     | 1951年8月28日  | 将市区划分为鼓楼、大根、小桥、台江、仓山、水上、盖山、鼓山、洪山9个区                            | 福州市人民政府报告备案                                    | 1956年5月3日，撤销小桥区，并入台江区 |
| 仓山区                     | 福州市     | 1951年8月28日  | 将市区划分为鼓楼、大根、小桥、台江、仓山、水上、盖山、鼓山、洪山9个区                            | 福州市人民政府报告备案                                    | 1956年5月3日，撤销水上区，并入仓山区 |
| 晋安区                     | 福州市     | 1975年7月10日  | 撤销北峰区，设立郊区                                                                             | 福州市革命委员会批准                                      | 1995年10月27日，郊区更名为晋安区（国函〔1995〕102号） |
| 马尾区                     | 福州市     | 1982年8月19日  | 由郊区析置                                                                                       | 福建省人民政府批准                                        | |
| 长乐区                     | 福州市     | 2017年7月18日  | 撤市设区                                                                                         | 国函〔2017〕103号                                         | |
| 思明区                     | 厦门市     | 1946年6月1日   | 将厦西区、厦南区合并为中心区                                                                     |                                                           | 1948年10月，中心区更名为思明区；2003年4月26日，撤销鼓浪屿区、开元区，并入思明区（国函〔2003〕52号） |
| 集美区                     | 厦门市     | 1958年8月8日   | 将禾山区、集美镇、同安县灌口镇、海澄县海沧镇合并设立郊区                                         | 福建省人民委员会批准                                      | 1987年6月10日，郊区更名为集美区（国函〔1987〕104号） |
| 海沧区                     | 厦门市     | 1978年1月27日  | 由郊区析置杏林区                                                                                 | 福建省革命委员会批准                                      | 2003年4月26日，杏林区更名为海沧区（国函〔2003〕52号） |
| 湖里区                     | 厦门市     | 1987年6月10日  | 由郊区、开元区析置                                                                               | 国函〔1987〕104号                                         | |
| 同安区                     | 厦门市     | 1996年11月20日 | 撤县设区                                                                                         | 国函〔1996〕101号                                         | |
| 翔安区                     | 厦门市     | 2003年4月26日  | 由同安区析置                                                                                     | 国函〔2003〕52号                                          | |
| 城厢区                     | 莆田市     | 1983年9月9日   | 由莆田县析置                                                                                     | （83）国函字184号                                         | |
| 涵江区                     | 莆田市     | 1983年9月9日   | 由莆田县析置                                                                                     | （83）国函字184号                                         | |
| 荔城区                     | 莆田市     | 2002年2月1日   | 撤销莆田县，设立荔城区、秀屿区                                                                   | 国函〔2002〕9号                                           | |
| 秀屿区                     | 莆田市     | 2002年2月1日   | 撤销莆田县，设立荔城区、秀屿区                                                                   | 国函〔2002〕9号                                           | |
| 三元区                     | 三明市     | 1983年4月28日  | 撤销县级三明市，设立梅列区、三元区                                                               | （83）国函字83号                                          | 2021年1月12日，撤销梅列区，并入三元区（闽政文〔2021〕49号） |
| 沙县区                     | 三明市     | 2021年1月12日  | 撤县设区（原沙县）                                                                               | 闽政文〔2021〕49号                                        | |
| 鲤城区                     | 泉州市     | 1985年5月14日  | 撤市设区（原县级泉州市）                                                                         | （85）国函字67号                                          | |
| 丰泽区                     | 泉州市     | 1997年6月3日   | 由鲤城区析置                                                                                     | 国函〔1997〕42号                                          | |
| 洛江区                     | 泉州市     | 1997年6月3日   | 由鲤城区析置                                                                                     | 国函〔1997〕42号                                          | |
| 泉港区                     | 泉州市     | 2000年4月12日  | 由惠安县析置                                                                                     | 国函〔2000〕31号                                          | |
| 芗城区                     | 漳州市     | 1985年5月14日  | 撤市设区（原县级漳州市）                                                                         | （85）国函字67号                                          | |
| 龙文区                     | 漳州市     | 1996年5月31日  | 由芗城区析置                                                                                     | 国函〔1996〕38号                                          | |
| 龙海区                     | 漳州市     | 2021年1月12日  | 撤市设区                                                                                         | 闽政文〔2021〕48号                                        | |
| 长泰区                     | 漳州市     | 2021年1月12日  | 撤县设区                                                                                         | 闽政文〔2021〕48号                                        | |
| 延平区                     | 南平市     | 1994年9月5日   | 撤市设区（原县级南平市）                                                                         | 国函〔1994〕94号                                          | |
| 建阳区                     | 南平市     | 2014年5月2日   | 撤市设区                                                                                         | 国函〔2014〕57号                                          | |
| 新罗区                     | 龙岩市     | 1996年11月20日 | 撤市设区（原县级龙岩市）                                                                         | 国函〔1996〕100号                                         | |
| 永定区                     | 龙岩市     | 2014年12月13日 | 撤县设区                                                                                         | 国函〔2014〕159号                                         | |
| 蕉城区                     | 宁德市     | 1999年11月14日 | 撤市设区（原县级宁德市）                                                                         | 国函〔1999〕136号                                         | |
| 江西省（共27个）           |            |                |                                                                                                  |                                                           | |
| 东湖区                     | 南昌市     | 1955年5月14日  | 将市区划分为东湖、胜利、抚河、西湖、潮王洲、青云谱、圹山7个区                                    | 南昌市人民委员会决定                                      | 1980年4月17日，撤销胜利区，并入东湖区 |
| 西湖区                     | 南昌市     | 1955年5月14日  | 将市区划分为东湖、胜利、抚河、西湖、潮王洲、青云谱、圹山7个区                                    | 南昌市人民委员会决定                                      | 1980年4月17日，撤销抚河区，并入西湖区 |
| 青云谱区                   | 南昌市     | 1955年5月14日  | 将市区划分为东湖、胜利、抚河、西湖、潮王洲、青云谱、圹山7个区                                    | 南昌市人民委员会决定                                      | 1956年5月12日，撤销青云谱区，并入郊区；1958年10月恢复 |
| 青山湖区                   | 南昌市     | 1956年5月12日  | 撤销潮王洲区、青云谱区、圹山区，设立郊区                                                         | 南昌市人民委员会决定                                      | 2002年6月6日，郊区更名为青山湖区（民函〔2002〕97号） |
| 新建区                     | 南昌市     | 2015年7月23日  | 撤县设区                                                                                         | 国函〔2015〕123号                                         | 2019年11月6日，撤销湾里区，并入新建区（国函〔2019〕105号） |
| 红谷滩区                   | 南昌市     | 2019年11月6日  | 由东湖区、新建区析置                                                                             | 国函〔2019〕105号                                         | |
| 昌江区                     | 景德镇市   | 1979年3月14日  | 将市区划分为昌江区、珠山区                                                                       | 江西省革命委员会批准                                      | |
| 珠山区                     | 景德镇市   | 1979年3月14日  | 将市区划分为昌江区、珠山区                                                                       | 江西省革命委员会批准                                      | |
| 安源区                     | 萍乡市     | 1976年2月21日  | 将市区划分为城关、湘东、上栗、芦溪4个区                                                          | 江西省革命委员会批准                                      | 1993年5月18日，城关区更名为安源区（民行批〔1993〕109号） |
| 湘东区                     | 萍乡市     | 1976年2月21日  | 将市区划分为城关、湘东、上栗、芦溪4个区                                                          | 江西省革命委员会批准                                      | |
| 濂溪区                     | 九江市     | 1980年5月20日  | 将市区划分为庐山区、浔阳区、郊区                                                                 | 江西省人民政府批准                                        | 1984年5月，郊区更名为庐山区，撤销原庐山区，改置庐山风景名胜区；2016年3月20日，庐山区更名为濂溪区（国函〔2016〕58号） |
| 浔阳区                     | 九江市     | 1980年5月20日  | 将市区划分为庐山区、浔阳区、郊区                                                                 | 江西省人民政府批准                                        | |
| 柴桑区                     | 九江市     | 2017年7月18日  | 撤县设区（原九江县）                                                                             | 国函〔2017〕104号                                         | |
| 渝水区                     | 新余市     | 1983年10月14日 | 撤县设区（原新余县）                                                                             | 赣府字〔1983〕184号                                       | |
| 月湖区                     | 鹰潭市     | 1983年10月14日 | 撤市设区（原县级鹰潭市）                                                                         | 赣府字〔1983〕184号                                       | |
| 余江区                     | 鹰潭市     | 2018年2月9日   | 撤县设区                                                                                         | 国函〔2018〕23号                                          | |
| 章贡区                     | 赣州市     | 1998年12月24日 | 撤市设区（原县级赣州市）                                                                         | 国函〔1998〕114号                                         | |
| 南康区                     | 赣州市     | 2013年10月18日 | 撤市设区                                                                                         | 国函〔2013〕114号                                         | |
| 赣县区                     | 赣州市     | 2016年9月14日  | 撤县设区（原赣县）                                                                               | 国函〔2016〕156号                                         | |
| 吉州区                     | 吉安市     | 2000年5月11日  | 撤销县级吉安市，设立吉州区、青原区                                                               | 国函〔2000〕40号                                          | |
| 青原区                     | 吉安市     | 2000年5月11日  | 撤销县级吉安市，设立吉州区、青原区                                                               | 国函〔2000〕40号                                          | |
| 袁州区                     | 宜春市     | 2000年5月22日  | 撤市设区（原县级宜春市）                                                                         | 国函〔2000〕50号                                          | |
| 临川区                     | 抚州市     | 2000年6月23日  | 撤市设区（原县级临川市）                                                                         | 国函〔2000〕83号                                          | |
| 东乡区                     | 抚州市     | 2016年11月24日 | 撤县设区                                                                                         | 国函〔2016〕191号                                         | |
| 信州区                     | 上饶市     | 2000年6月23日  | 撤市设区（原县级上饶市）                                                                         | 国函〔2000〕84号                                          | |
| 广丰区                     | 上饶市     | 2015年2月16日  | 撤县设区                                                                                         | 国函〔2015〕37号                                          | |
| 广信区                     | 上饶市     | 2019年6月27日  | 撤县设区（原上饶县）                                                                             | 国函〔2019〕59号                                          | |
| 山东省（共58个）           |            |                |                                                                                                  |                                                           | |
| 历下区                     | 济南市     | 1955年12月27日 | 第一至五区、郊一至郊五区调整为历下、泺源、市中、槐荫、黄台、北园、段店、药山、玉符10个区         | 山东省人民政府批准                                        | 1956年7月16日，撤销泺源区，并入历下区、市中区、天桥区 |
| 市中区                     | 济南市     | 1955年12月27日 | 第一至五区、郊一至郊五区调整为历下、泺源、市中、槐荫、黄台、北园、段店、药山、玉符10个区         | 山东省人民政府批准                                        | 1956年7月16日，撤销泺源区，并入历下区、市中区、天桥区 |
| 槐荫区                     | 济南市     | 1955年12月27日 | 第一至五区、郊一至郊五区调整为历下、泺源、市中、槐荫、黄台、北园、段店、药山、玉符10个区         | 山东省人民政府批准                                        | 1956年7月16日，撤销泺源区，并入历下区、市中区、天桥区 |
| 天桥区                     | 济南市     | 1955年12月27日 | 第一至五区、郊一至郊五区调整为历下、泺源、市中、槐荫、黄台、北园、段店、药山、玉符10个区         | 山东省人民政府批准                                        | 1956年7月16日，撤销泺源区，并入历下区、市中区、天桥区 |
| 历城区                     | 济南市     | 1987年4月11日  | 撤销郊区、历城县，合并设立历城区                                                                 | 国函〔1987〕59号                                          | |
| 长清区                     | 济南市     | 2001年6月26日  | 撤县设区                                                                                         | 国函〔2001〕73号                                          | |
| 章丘区                     | 济南市     | 2016年9月14日  | 撤市设区                                                                                         | 国函〔2016〕155号                                         | |
| 济阳区                     | 济南市     | 2018年6月19日  | 撤县设区                                                                                         | 国函〔2018〕86号                                          | |
| 莱芜区                     | 济南市     | 1992年11月22日 | 莱芜市升为地级市，设立莱城区、钢城区                                                             | 国函〔1992〕182号                                         | 2018年12月26日，撤销地级莱芜市，莱城区、钢城区划归济南市，莱城区更名为莱芜区（国函〔2018〕163号） |
| 钢城区                     | 济南市     | 1992年11月22日 | 莱芜市升为地级市，设立莱城区、钢城区                                                             | 国函〔1992〕182号                                         | 2018年12月26日，撤销地级莱芜市，莱城区、钢城区划归济南市，莱城区更名为莱芜区（国函〔2018〕163号） |
| 市南区                     | 青岛市     | 1938年1月      | 将市区划分为市南、市北、海西、台东、四沧、李村6个区                                              | 日治时期青岛特别市区划                                    | 1963年2月，撤销台西区，并入市南区、市北区；1994年4月23日，撤销台东区，并入市北区（国函〔1994〕32号）；2012年9月30日，撤销四方区，并入市北区（国函〔2012〕153号） |
| 市北区                     | 青岛市     | 1938年1月      | 将市区划分为市南、市北、海西、台东、四沧、李村6个区                                              | 日治时期青岛特别市区划                                    | 1963年2月，撤销台西区，并入市南区、市北区；1994年4月23日，撤销台东区，并入市北区（国函〔1994〕32号）；2012年9月30日，撤销四方区，并入市北区（国函〔2012〕153号） |
| 黄岛区                     | 青岛市     | 1978年11月27日 | 由胶县析置                                                                                       | 国发〔1978〕238号                                         | 2012年9月30日，撤销胶南市，并入黄岛区（国函〔2012〕153号） |
| 崂山区                     | 青岛市     | 1988年11月17日 | 撤县设区                                                                                         | 民批〔1988〕48号                                          | |
| 李沧区                     | 青岛市     | 1994年4月23日  | 撤销沧口区，由沧口区、崂山区析置李沧区                                                           | 国函〔1994〕32号                                          | |
| 城阳区                     | 青岛市     | 1994年4月23日  | 由崂山区析置                                                                                     | 国函〔1994〕32号                                          | |
| 即墨区                     | 青岛市     | 2017年7月18日  | 撤市设区                                                                                         | 国函〔2017〕105号                                         | |
| 张店区                     | 淄博市     | 1954年12月9日  | 将市区划分为博山、张店、周村、洪山、昆仑、黑山、杨寨7个区                                        | 政务院批准                                                | |
| 博山区                     | 淄博市     | 1954年12月9日  | 将市区划分为博山、张店、周村、洪山、昆仑、黑山、杨寨7个区                                        | 政务院批准                                                | |
| 周村区                     | 淄博市     | 1954年12月9日  | 将市区划分为博山、张店、周村、洪山、昆仑、黑山、杨寨7个区                                        | 政务院批准                                                | |
| 淄川区                     | 淄博市     | 1955年12月27日 | 撤销昆仑区、杨寨区、黑山区，合并设立淄川区                                                       | 山东省人民政府批准                                        | 1957年12月25日，撤销洪山区，并入淄川区 |
| 临淄区                     | 淄博市     | 1969年12月16日 | 撤县设区                                                                                         | 国务院批准                                                | |
| 薛城区                     | 枣庄市     | 1961年9月12日  | 将市区划分为齐村、台儿庄、峄城、薛城4个区                                                        | 山东省人民委员会批准                                      | |
| 峄城区                     | 枣庄市     | 1961年9月12日  | 将市区划分为齐村、台儿庄、峄城、薛城4个区                                                        | 山东省人民委员会批准                                      | |
| 台儿庄区                   | 枣庄市     | 1961年9月12日  | 将市区划分为齐村、台儿庄、峄城、薛城4个区                                                        | 山东省人民委员会批准                                      | |
| 市中区                     | 枣庄市     | 1976年7月12日  | 由齐村区析置                                                                                     | 山东省革命委员会批准                                      | |
| 山亭区                     | 枣庄市     | 1983年11月15日 | 撤销齐村区，由齐村区、滕县析置山亭区                                                             | 山东省人民政府批准                                        | |
| 东营区                     | 东营市     | 1982年11月10日 | 由利津、垦利、广饶、沾化、博兴5个县析置东营区、河口区、牛庄区                                    | （82）国函字249号                                         | 1987年6月10日，撤销牛庄区，并入东营区（国函〔1987〕101号） |
| 河口区                     | 东营市     | 1982年11月10日 | 由利津、垦利、广饶、沾化、博兴5个县析置东营区、河口区、牛庄区                                    | （82）国函字249号                                         | |
| 垦利区                     | 东营市     | 2016年6月8日   | 撤县设区                                                                                         | 国函〔2016〕105号                                         | |
| 芝罘区                     | 烟台市     | 1983年10月15日 | 撤市设区（原县级烟台市）                                                                         | 山东省人民政府批准                                        | |
| 福山区                     | 烟台市     | 1983年10月15日 | 撤县设区                                                                                         | 山东省人民政府批准                                        | |
| 牟平区                     | 烟台市     | 1994年7月3日   | 撤销牟平县，设立牟平区、莱山区                                                                   | 国函〔1994〕69号                                          | |
| 莱山区                     | 烟台市     | 1994年7月3日   | 撤销牟平县，设立牟平区、莱山区                                                                   | 国函〔1994〕69号                                          | |
| 蓬莱区                     | 烟台市     | 2020年6月5日   | 撤销蓬莱市、长岛县，合并设立蓬莱区                                                               | 国函〔2020〕81号                                          | |
| 潍城区                     | 潍坊市     | 1983年10月15日 | 撤销县级潍坊市、潍县，设立潍城区、寒亭区、坊子区                                                 | 山东省人民政府批准                                        | |
| 寒亭区                     | 潍坊市     | 1983年10月15日 | 撤销县级潍坊市、潍县，设立潍城区、寒亭区、坊子区                                                 | 山东省人民政府批准                                        | |
| 坊子区                     | 潍坊市     | 1983年10月15日 | 撤销县级潍坊市、潍县，设立潍城区、寒亭区、坊子区                                                 | 山东省人民政府批准                                        | |
| 奎文区                     | 潍坊市     | 1994年5月23日  | 由潍城区、寒亭区析置                                                                             | 国函〔1994〕45号                                          | |
| 任城区                     | 济宁市     | 1983年10月15日 | 撤销县级济宁市、济宁县，设立市中区、郊区                                                         | 山东省人民政府批准                                        | 1993年12月14日，郊区更名为任城区（民行批〔1993〕243号）；2013年10月18日，撤销市中区，并入任城区（国函〔2013〕115号） |
| 兖州区                     | 济宁市     | 2013年10月18日 | 撤市设区                                                                                         | 国函〔2013〕115号                                         | |
| 泰山区                     | 泰安市     | 1985年3月27日  | 撤销县级泰安市，设立泰山区、郊区                                                                 | （85）国函字45号                                          | |
| 岱岳区                     | 泰安市     | 1985年3月27日  | 撤销县级泰安市，设立泰山区、郊区                                                                 | （85）国函字45号                                          | 2000年4月19日，郊区更名为岱岳区（民发〔2000〕95号） |
| 环翠区                     | 威海市     | 1987年6月15日  | 撤市设区（原县级威海市）                                                                         | 国函〔1987〕105号                                         | |
| 文登区                     | 威海市     | 2014年1月25日  | 撤市设区                                                                                         | 国函〔2014〕13号                                          | |
| 东港区                     | 日照市     | 1992年12月7日  | 撤市设区（原县级日照市）                                                                         | 民行批〔1992〕158号                                       | |
| 岚山区                     | 日照市     | 2004年9月9日   | 由东港区析置                                                                                     | 国函〔2004〕71号                                          | |
| 兰山区                     | 临沂市     | 1994年12月17日 | 撤销县级临沂市，设立兰山区、罗庄区、河东区                                                       | 国函〔1994〕131号                                         | |
| 罗庄区                     | 临沂市     | 1994年12月17日 | 撤销县级临沂市，设立兰山区、罗庄区、河东区                                                       | 国函〔1994〕131号                                         | |
| 河东区                     | 临沂市     | 1994年12月17日 | 撤销县级临沂市，设立兰山区、罗庄区、河东区                                                       | 国函〔1994〕131号                                         | |
| 德城区                     | 德州市     | 1994年12月17日 | 撤市设区（原县级德州市）                                                                         | 国函〔1994〕132号                                         | |
| 陵城区                     | 德州市     | 2014年10月20日 | 撤县设区                                                                                         | 国函〔2014〕139号                                         | |
| 东昌府区                   | 聊城市     | 1997年8月29日  | 撤市设区（原县级聊城市）                                                                         | 国函〔1997〕82号                                          | |
| 茌平区                     | 聊城市     | 2019年6月27日  | 撤县设区                                                                                         | 国函〔2019〕60号                                          | |
| 滨城区                     | 滨州市     | 2000年6月10日  | 撤市设区（原县级滨州市）                                                                         | 国函〔2000〕59号                                          | |
| 沾化区                     | 滨州市     | 2014年9月9日   | 撤县设区                                                                                         | 国函〔2014〕119号                                         | |
| 牡丹区                     | 菏泽市     | 2000年6月23日  | 撤市设区（原县级菏泽市）                                                                         | 国函〔2000〕86号                                          | |
| 定陶区                     | 菏泽市     | 2016年1月7日   | 撤县设区                                                                                         | 国函〔2016〕7号                                           | |
| 河南省（共54个）           |            |                |                                                                                                  |                                                           | |
| 中原区                     | 郑州市     | 1955年9月23日  | 第一至三区调整为陇海区、二七区、建设区                                                           | 河南省人民委员会批准                                      | 1961年，建设区更名为中原区 |
| 二七区                     | 郑州市     | 1955年9月23日  | 第一至三区调整为陇海区、二七区、建设区                                                           | 河南省人民委员会批准                                      | |
| 管城回族区                 | 郑州市     | 1958年8月5日   | 撤销金水回族区、陇海区，合并设立管城区                                                           | 河南省人民委员会批准                                      | 1966年，管城区更名为向阳区；1980年11月27日，向阳区更名为向阳回族区；1983年4月28日，向阳回族区更名为管城回族区 |
| 上街区                     | 郑州市     | 1958年8月5日   | 由荥阳县析置                                                                                     | 河南省人民委员会批准                                      | |
| 金水区                     | 郑州市     | 1960年4月28日  | 由二七区析置                                                                                     |                                                           | |
| 惠济区                     | 郑州市     | 1987年2月16日  | 撤销金海区、郊区，由金水区、金海区、郊区析置邙山区                                               | 国函〔1987〕29号                                          | 2003年12月25日，邙山区更名为惠济区（民函〔2003〕270号） |
| 顺河回族区                 | 开封市     | 1953年5月18日  | 设立回族自治区                                                                                   | 河南省人民政府批准                                        | 1956年3月21日，回族自治区更名为顺河区；1980年8月19日，顺河区更名为顺河回族区 |
| 龙亭区                     | 开封市     | 1955年11月26日 | 第一至四区改置为龙亭区、鼓楼区、南关区                                                           | 开封市人民委员会批准                                      | 2014年9月9日，撤销金明区，并入龙亭区（国函〔2014〕121号） |
| 鼓楼区                     | 开封市     | 1955年11月26日 | 第一至四区改置为龙亭区、鼓楼区、南关区                                                           | 开封市人民委员会批准                                      | |
| 禹王台区                   | 开封市     | 1955年11月26日 | 第一至四区改置为龙亭区、鼓楼区、南关区                                                           | 开封市人民委员会批准                                      | 2005年5月30日，南关区更名为禹王台区（国函〔2005〕44号） |
| 祥符区                     | 开封市     | 2014年9月9日   | 撤县设区（原开封县）                                                                             | 国函〔2014〕121号                                         | |
| 老城区                     | 洛阳市     | 1955年7月19日  | 撤销第一、二区，合并设立老城区                                                                   | 河南省人民政府批准                                        | 1958年12月，老城区与西工区合并为洛北区；1982年1月30日，洛北区恢复为老城区 |
| 涧西区                     | 洛阳市     | 1955年7月19日  | 撤销第四区，设立涧西区                                                                           | 河南省人民政府批准                                        | |
| 西工区                     | 洛阳市     | 1956年3月17日  | 由老城区析置                                                                                     | 河南省人民委员会批准                                      | 1958年12月，老城区与西工区合并为洛北区；1975年12月恢复西工区 |
| 瀍河回族区                 | 洛阳市     | 1957年11月15日 | 由老城区析置                                                                                     | 河南省人民委员会批准                                      | |
| 洛龙区                     | 洛阳市     | 1962年6月      | 撤销邙山区、洛南区，设立郊区                                                                     |                                                           | 2000年5月20日，郊区更名为洛龙区（国函〔2000〕45号） |
| 偃师区                     | 洛阳市     | 2021年1月12日  | 撤市设区                                                                                         |                                                           | |
| 孟津区                     | 洛阳市     | 2021年1月12日  |                                                                                                  |                                                           | 1982年8月13日，由孟县、济源县析置吉利区；2021年1月12日，撤销孟津县、吉利区，设立孟津区 |
| 新华区                     | 平顶山市   | 1969年2月11日  | 将市区划分为新华区、卫东区                                                                       | 河南省人民委员会批准                                      | 1971年6月23日，撤销新华区、卫东区，合并设立中心区；1977年5月9日，撤销中心区，恢复新华区、卫东区 |
| 卫东区                     | 平顶山市   | 1969年2月11日  | 将市区划分为新华区、卫东区                                                                       | 河南省人民委员会批准                                      | 1971年6月23日，撤销新华区、卫东区，合并设立中心区；1977年5月9日，撤销中心区，恢复新华区、卫东区 |
| 石龙区                     | 平顶山市   | 1971年6月23日  | 由宝丰县析置西区                                                                                 | 中共平顶山市委报告备案                                    | 1997年12月18日，西区更名为石龙区（国函〔1997〕111号） |
| 湛河区                     | 平顶山市   | 1971年6月23日  | 设立郊区                                                                                         | 中共平顶山市委报告备案                                    | 1994年8月10日，郊区更名为湛河区（民行批〔1994〕118号） |
| 文峰区                     | 安阳市     | 1956年12月11日 | 将市区划分为文峰区、车站区                                                                       | 河南省人民委员会批准                                      | 1960年8月，撤销车站区，并入文峰区 |
| 北关区                     | 安阳市     | 1972年8月9日   | 由文峰区析置                                                                                     | 豫革〔1972〕34号                                          | |
| 殷都区                     | 安阳市     | 2002年12月28日 | 撤销铁西区、郊区，设立殷都区、龙安区                                                             | 国函〔2002〕123号                                         | |
| 龙安区                     | 安阳市     | 2002年12月28日 | 撤销铁西区、郊区，设立殷都区、龙安区                                                             | 国函〔2002〕123号                                         | |
| 鹤山区                     | 鹤壁市     | 1961年12月18日 | 将市区划分为鹤山区、山城区                                                                       |                                                           | |
| 山城区                     | 鹤壁市     | 1961年12月18日 | 将市区划分为鹤山区、山城区                                                                       |                                                           | |
| 淇滨区                     | 鹤壁市     | 1966年1月27日  | 设立郊区                                                                                         |                                                           | 2001年12月26日，郊区更名为淇滨区（国函〔2001〕173号） |
| 红旗区                     | 新乡市     | 1955年12月2日  | 第一至三区调整为红旗区、新华区、郊区                                                             | 新乡市人民委员会报告备案                                  | |
| 卫滨区                     | 新乡市     | 1955年12月2日  | 第一至三区调整为红旗区、新华区、郊区                                                             | 新乡市人民委员会报告备案                                  | 2003年12月25日，新华区更名为卫滨区（国函〔2003〕134号） |
| 牧野区                     | 新乡市     | 1955年12月2日  | 第一至三区调整为红旗区、新华区、郊区                                                             | 新乡市人民委员会报告备案                                  | 2003年12月25日，郊区更名为牧野区（国函〔2003〕134号） |
| 凤泉区                     | 新乡市     | 1982年4月8日   | 由郊区析置北站区                                                                                 | 河南省人民政府批准                                        | 2003年12月25日，北站区更名为凤泉区（国函〔2003〕134号） |
| 解放区                     | 焦作市     | 1956年10月25日 | 将市区划分为焦作区、李封区、马村区                                                               |                                                           | 1958年1月14日，撤销焦作、李封、马村3个区，设立城区、郊区；1961年10月19日，恢复解放（原焦作）、中站（原李封）、马村3个区 |
| 中站区                     | 焦作市     | 1956年10月25日 | 将市区划分为焦作区、李封区、马村区                                                               |                                                           | 1958年1月14日，撤销焦作、李封、马村3个区，设立城区、郊区；1961年10月19日，恢复解放（原焦作）、中站（原李封）、马村3个区 |
| 马村区                     | 焦作市     | 1956年10月25日 | 将市区划分为焦作区、李封区、马村区                                                               |                                                           | 1958年1月14日，撤销焦作、李封、马村3个区，设立城区、郊区；1961年10月19日，恢复解放（原焦作）、中站（原李封）、马村3个区 |
| 山阳区                     | 焦作市     | 1958年1月14日  | 撤销焦作、李封、马村3个区，设立城区、郊区                                                        |                                                           | 1958年2月，撤销城区、郊区；1962年1月8日，恢复郊区；1990年12月27日，郊区更名为山阳区（民行批〔1990〕124号） |
| 华龙区                     | 濮阳市     | 1985年12月30日 | 由郊区析置市区                                                                                   | （85）国函字176号                                         | 2002年12月25日，市区更名为华龙区（民函〔2002〕222号） |
| 魏都区                     | 许昌市     | 1986年5月9日   | 撤市设区（原县级许昌市）                                                                         | 国函〔1986〕60号                                          | |
| 建安区                     | 许昌市     | 2016年11月24日 | 撤县设区（原许昌县）                                                                             | 国函〔2016〕189号                                         | |
| 源汇区                     | 漯河市     | 1986年5月9日   | 撤市设区（原县级漯河市）                                                                         | 国函〔1986〕60号                                          | |
| 郾城区                     | 漯河市     | 2004年9月7日   | 撤销郾城县，设立郾城区、召陵区                                                                   | 国函〔2004〕69号                                          | |
| 召陵区                     | 漯河市     | 2004年9月7日   | 撤销郾城县，设立郾城区、召陵区                                                                   | 国函〔2004〕69号                                          | |
| 湖滨区                     | 三门峡市   | 1986年5月9日   | 撤市设区（原县级三门峡市）                                                                       | 国函〔1986〕60号                                          | |
| 陕州区                     | 三门峡市   | 2015年2月16日  | 撤县设区（原陕县）                                                                               | 国函〔2015〕39号                                          | |
| 宛城区                     | 南阳市     | 1994年7月1日   | 撤销县级南阳市、南阳县，设立宛城区、卧龙区                                                       | 国函〔1994〕67号                                          | |
| 卧龙区                     | 南阳市     | 1994年7月1日   | 撤销县级南阳市、南阳县，设立宛城区、卧龙区                                                       | 国函〔1994〕67号                                          | |
| 梁园区                     | 商丘市     | 1997年6月10日  | 撤销县级商丘市、商丘县，设立梁园区、睢阳区                                                       | 国函〔1997〕46号                                          | |
| 睢阳区                     | 商丘市     | 1997年6月10日  | 撤销县级商丘市、商丘县，设立梁园区、睢阳区                                                       | 国函〔1997〕46号                                          | |
| 浉河区                     | 信阳市     | 1998年6月9日   | 撤销县级信阳市、信阳县，设立浉河区、平桥区                                                       | 国函〔1998〕44号                                          | |
| 平桥区                     | 信阳市     | 1998年6月9日   | 撤销县级信阳市、信阳县，设立浉河区、平桥区                                                       | 国函〔1998〕44号                                          | |
| 川汇区                     | 周口市     | 2000年6月8日   | 撤市设区（原县级周口市）                                                                         | 国函〔2000〕61号                                          | |
| 淮阳区                     | 周口市     | 2019年6月27日  | 撤县设区                                                                                         | 国函〔2019〕61号                                          | |
| 驿城区                     | 驻马店市   | 2000年6月8日   | 撤市设区（原县级驻马店市）                                                                       | 国函〔2000〕62号                                          | |
| 湖北省（共39个）           |            |                |                                                                                                  |                                                           | |
| 江岸区                     | 武汉市     | 1952年7月1日   | 第一至六区调整为江岸、江汉、硚口、汉阳、武昌5个区                                                | 武汉市人民政府批准                                        | |
| 江汉区                     | 武汉市     | 1952年7月1日   | 第一至六区调整为江岸、江汉、硚口、汉阳、武昌5个区                                                | 武汉市人民政府批准                                        | |
| 硚口区                     | 武汉市     | 1952年7月1日   | 第一至六区调整为江岸、江汉、硚口、汉阳、武昌5个区                                                | 武汉市人民政府批准                                        | |
| 汉阳区                     | 武汉市     | 1952年7月1日   | 第一至六区调整为江岸、江汉、硚口、汉阳、武昌5个区                                                | 武汉市人民政府批准                                        | |
| 武昌区                     | 武汉市     | 1952年7月1日   | 第一至六区调整为江岸、江汉、硚口、汉阳、武昌5个区                                                | 武汉市人民政府批准                                        | |
| 青山区                     | 武汉市     | 1955年2月25日  | 撤销东湖区、福城区、惠济区，设立洪山区、青山区、汉桥区                                           | 武汉市人民委员会报告备案                                  | |
| 洪山区                     | 武汉市     | 1955年2月25日  | 撤销东湖区、福城区、惠济区，设立洪山区、青山区、汉桥区                                           | 武汉市人民委员会报告备案                                  | 1976年1月10日，撤销江桥区，并入洪山区 |
| 东西湖区                   | 武汉市     | 1959年4月5日   | 由东西湖农场改置                                                                                 | 湖北省人民委员会批准                                      | |
| 汉南区                     | 武汉市     | 1984年1月19日  | 由汉阳县析置                                                                                     | 湖北省人民政府批准                                        | |
| 蔡甸区                     | 武汉市     | 1992年9月12日  | 撤县设区（原汉阳县）                                                                             | 民行批〔1992〕101号                                       | |
| 江夏区                     | 武汉市     | 1995年3月28日  | 撤县设区（原武昌县）                                                                             | 国函〔1995〕23号                                          | |
| 黄陂区                     | 武汉市     | 1998年9月15日  | 撤县设区                                                                                         | 国函〔1998〕77号                                          | |
| 新洲区                     | 武汉市     | 1998年9月15日  | 撤县设区                                                                                         | 国函〔1998〕77号                                          | |
| 黄石港区                   | 黄石市     | 1970年1月10日  | 将市区划分为黄石港、胜阳港、石灰窑、黄思湾、陈家湾、铁山6个区                                    | 中共黄石市委报告备案                                      | 1979年4月7日，撤销胜阳港区，并入黄石港区（鄂革文〔1979〕31号） |
| 西塞山区                   | 黄石市     | 1970年1月10日  | 将市区划分为黄石港、胜阳港、石灰窑、黄思湾、陈家湾、铁山6个区                                    | 中共黄石市委报告备案                                      | 1979年4月7日，撤销黄思湾区、陈家湾区，并入石灰窑区（鄂革文〔1979〕31号）；2001年10月12日，石灰窑区更名为西塞山区（民发〔2001〕301号） |
| 铁山区                     | 黄石市     | 1970年1月10日  | 将市区划分为黄石港、胜阳港、石灰窑、黄思湾、陈家湾、铁山6个区                                    | 中共黄石市委报告备案                                      | |
| 下陆区                     | 黄石市     | 1979年4月7日   |                                                                                                  | 鄂革文〔1979〕31号                                        | |
| 茅箭区                     | 十堰市     | 1984年4月16日  | 将市区划分为茅箭区、张湾区                                                                       | 湖北省人民政府批准                                        | |
| 张湾区                     | 十堰市     | 1984年4月16日  | 将市区划分为茅箭区、张湾区                                                                       | 湖北省人民政府批准                                        | |
| 郧阳区                     | 十堰市     | 2014年9月9日   | 撤县设区（原郧县）                                                                               | 国函〔2014〕118号                                         | |
| 西陵区                     | 宜昌市     | 1986年12月13日 | 将市区划分为西陵区、伍家岗区、点军区                                                             | 国函〔1986〕188号                                         | |
| 伍家岗区                   | 宜昌市     | 1986年12月13日 | 将市区划分为西陵区、伍家岗区、点军区                                                             | 国函〔1986〕188号                                         | |
| 点军区                     | 宜昌市     | 1986年12月13日 | 将市区划分为西陵区、伍家岗区、点军区                                                             | 国函〔1986〕188号                                         | |
| 猇亭区                     | 宜昌市     | 1995年3月21日  | 由枝江县猇亭镇改置                                                                               | 国函〔1995〕21号                                          | |
| 夷陵区                     | 宜昌市     | 2001年3月22日  | 撤县设区（原宜昌县）                                                                             | 国函〔2001〕28号                                          | |
| 襄城区                     | 襄阳市     | 1984年4月27日  | 将市区划分为襄城区、樊东区、樊西区、郊区                                                         | 湖北省人民政府批准                                        | |
| 樊城区                     | 襄阳市     | 1995年10月22日 | 撤销樊东区、樊西区、郊区，设立樊城区                                                             | 国函〔1995〕100号                                         | |
| 襄州区                     | 襄阳市     | 2001年8月31日  | 撤销襄阳县，设立襄阳区                                                                           | 国函〔2001〕93号                                          | 2010年11月26日，襄阳区更名为襄州区（国函〔2010〕129号） |
| 鄂城区                     | 鄂州市     | 1984年1月19日  | 撤市设区（原县级鄂城市）                                                                         | 湖北省人民政府批准                                        | |
| 梁子湖区                   | 鄂州市     | 1987年8月10日  | 由鄂城区析置                                                                                     | 国函〔1987〕139号                                         | |
| 华容区                     | 鄂州市     | 1987年8月10日  | 由鄂城区析置                                                                                     | 国函〔1987〕139号                                         | |
| 东宝区                     | 荆门市     | 1985年5月      | 撤市设区（原县级荆门市）                                                                         | 湖北省人民政府批准                                        | |
| 掇刀区                     | 荆门市     | 2001年3月17日  | 由东宝区析置                                                                                     | 国函〔2001〕25号                                          | |
| 孝南区                     | 孝感市     | 1993年4月10日  | 撤销县级孝感市，设立孝南区、孝昌县                                                               | 国函〔1993〕46号                                          | |
| 沙市区                     | 荆州市     | 1994年9月29日  | 撤市设区（原地级沙市市）                                                                         | 国函〔1994〕99号                                          | |
| 荆州区                     | 荆州市     | 1994年9月29日  | 撤销江陵县，设立荆州区、江陵区                                                                   | 国函〔1994〕99号                                          | |
| 黄州区                     | 黄冈市     | 1995年12月23日 | 撤销县级黄州市，设立黄州区、团风县                                                               | 国函〔1995〕130号                                         | |
| 咸安区                     | 咸宁市     | 1998年12月6日  | 撤市设区（原县级咸宁市）                                                                         | 国函〔1998〕103号                                         | |
| 曾都区                     | 随州市     | 2000年6月25日  | 撤市设区（原县级随州市）                                                                         | 国函〔2000〕80号                                          | |
| 湖南省（共36个）           |            |                |                                                                                                  |                                                           | |
| 芙蓉区                     | 长沙市     | 1996年4月22日  | 撤销东区、南区、西区、北区、郊区，设立芙蓉区、天心区、岳麓区、开福区、雨花区                     | 国函〔1996〕29号                                          | |
| 天心区                     | 长沙市     | 1996年4月22日  | 撤销东区、南区、西区、北区、郊区，设立芙蓉区、天心区、岳麓区、开福区、雨花区                     | 国函〔1996〕29号                                          | |
| 岳麓区                     | 长沙市     | 1996年4月22日  | 撤销东区、南区、西区、北区、郊区，设立芙蓉区、天心区、岳麓区、开福区、雨花区                     | 国函〔1996〕29号                                          | |
| 开福区                     | 长沙市     | 1996年4月22日  | 撤销东区、南区、西区、北区、郊区，设立芙蓉区、天心区、岳麓区、开福区、雨花区                     | 国函〔1996〕29号                                          | |
| 雨花区                     | 长沙市     | 1996年4月22日  | 撤销东区、南区、西区、北区、郊区，设立芙蓉区、天心区、岳麓区、开福区、雨花区                     | 国函〔1996〕29号                                          | |
| 望城区                     | 长沙市     | 2011年5月20日  | 撤县设区                                                                                         | 国函〔2011〕57号                                          | |
| 荷塘区                     | 株洲市     | 1997年5月31日  | 撤销东区、南区、北区、郊区，设立荷塘区、芦淞区、石峰区、天元区                                   | 国函〔1997〕40号                                          | |
| 芦淞区                     | 株洲市     | 1997年5月31日  | 撤销东区、南区、北区、郊区，设立荷塘区、芦淞区、石峰区、天元区                                   | 国函〔1997〕40号                                          | |
| 石峰区                     | 株洲市     | 1997年5月31日  | 撤销东区、南区、北区、郊区，设立荷塘区、芦淞区、石峰区、天元区                                   | 国函〔1997〕40号                                          | |
| 天元区                     | 株洲市     | 1997年5月31日  | 撤销东区、南区、北区、郊区，设立荷塘区、芦淞区、石峰区、天元区                                   | 国函〔1997〕40号                                          | |
| 渌口区                     | 株洲市     | 2018年6月19日  | 撤县设区（原株洲县）                                                                             | 国函〔2018〕88号                                          | |
| 雨湖区                     | 湘潭市     | 1984年8月19日  | 将市区划分为雨湖、湘江、岳塘、板塘、郊区5个区                                                    | 湖南省人民政府批准                                        | 1992年6月25日，撤销湘江区、板塘区、郊区，并入雨湖区、岳塘区（民行批〔1992〕64号） |
| 岳塘区                     | 湘潭市     | 1984年8月19日  | 将市区划分为雨湖、湘江、岳塘、板塘、郊区5个区                                                    | 湖南省人民政府批准                                        | 1992年6月25日，撤销湘江区、板塘区、郊区，并入雨湖区、岳塘区（民行批〔1992〕64号） |
| 南岳区                     | 衡阳市     | 1984年5月22日  | 由衡山县析置                                                                                     | 湖南省人民政府批准                                        | |
| 珠晖区                     | 衡阳市     | 2001年4月4日   | 撤销江东区、城南区、城北区、郊区，设立珠晖区、雁峰区、石鼓区、蒸湘区                             | 国函〔2001〕34号                                          | |
| 雁峰区                     | 衡阳市     | 2001年4月4日   | 撤销江东区、城南区、城北区、郊区，设立珠晖区、雁峰区、石鼓区、蒸湘区                             | 国函〔2001〕34号                                          | |
| 石鼓区                     | 衡阳市     | 2001年4月4日   | 撤销江东区、城南区、城北区、郊区，设立珠晖区、雁峰区、石鼓区、蒸湘区                             | 国函〔2001〕34号                                          | |
| 蒸湘区                     | 衡阳市     | 2001年4月4日   | 撤销江东区、城南区、城北区、郊区，设立珠晖区、雁峰区、石鼓区、蒸湘区                             | 国函〔2001〕34号                                          | |
| 双清区                     | 邵阳市     | 1997年8月29日  | 撤销东区、西区、郊区，设立双清区、大祥区、北塔区                                                 | 国函〔1997〕83号                                          | |
| 大祥区                     | 邵阳市     | 1997年8月29日  | 撤销东区、西区、郊区，设立双清区、大祥区、北塔区                                                 | 国函〔1997〕83号                                          | |
| 北塔区                     | 邵阳市     | 1997年8月29日  | 撤销东区、西区、郊区，设立双清区、大祥区、北塔区                                                 | 国函〔1997〕83号                                          | |
| 云溪区                     | 岳阳市     | 1984年4月6日   | 将市区划分为南区、北区、郊区                                                                     | （84）国函字58号                                          | 1996年3月16日，北区更名为云溪区（国函〔1996〕16号） |
| 岳阳楼区                   | 岳阳市     | 1996年3月16日  | 撤销南区、郊区，设立岳阳楼区、君山区                                                             | 国函〔1996〕16号                                          | |
| 君山区                     | 岳阳市     | 1996年3月16日  | 撤销南区、郊区，设立岳阳楼区、君山区                                                             | 国函〔1996〕16号                                          | |
| 武陵区                     | 常德市     | 1988年1月23日  | 撤销县级常德市、常德县，设立武陵区、鼎城区                                                       | 国函〔1988〕18号                                          | |
| 鼎城区                     | 常德市     | 1988年1月23日  | 撤销县级常德市、常德县，设立武陵区、鼎城区                                                       | 国函〔1988〕18号                                          | |
| 永定区                     | 张家界市   | 1988年5月18日  | 撤市设区（原县级大庸市）                                                                         | 国函〔1988〕77号                                          | |
| 武陵源区                   | 张家界市   | 1988年5月18日  | 由县级大庸市、慈利县、桑植县析置                                                                 | 国函〔1988〕77号                                          | |
| 资阳区                     | 益阳市     | 1994年3月7日   | 撤销县级益阳市、益阳县，设立资阳区、赫山区                                                       | 国函〔1994〕17号                                          | |
| 赫山区                     | 益阳市     | 1994年3月7日   | 撤销县级益阳市、益阳县，设立资阳区、赫山区                                                       | 国函〔1994〕17号                                          | |
| 北湖区                     | 郴州市     | 1994年12月17日 | 撤销县级郴州市、郴县，设立北湖区、苏仙区                                                         | 国函〔1994〕136号                                         | |
| 苏仙区                     | 郴州市     | 1994年12月17日 | 撤销县级郴州市、郴县，设立北湖区、苏仙区                                                         | 国函〔1994〕136号                                         | |
| 零陵区                     | 永州市     | 1995年11月21日 | 撤销县级永州市，设立芝山区                                                                       | 国函〔1995〕110号                                         | 2005年6月15日，芝山区更名为零陵区（民函〔2005〕138号） |
| 冷水滩区                   | 永州市     | 1995年11月21日 | 撤市设区                                                                                         | 国函〔1995〕110号                                         | |
| 鹤城区                     | 怀化市     | 1997年11月29日 | 撤销县级怀化市，设立鹤城区、中方县                                                               | 国函〔1997〕105号                                         | |
| 娄星区                     | 娄底市     | 1999年1月20日  | 撤市设区（原县级娄底市）                                                                         | 国函〔1999〕7号                                           | |
| 广东省（共65个）           |            |                |                                                                                                  |                                                           | |
| 荔湾区                     | 广州市     | 1960年8月5日   | 撤销中区、西区、北区、珠江区、河南区，设立荔湾区、越秀区、海珠区                                 |                                                           | 2005年4月28日，撤销芳村区，并入荔湾区（国函〔2005〕35号） |
| 越秀区                     | 广州市     | 1960年8月5日   | 撤销中区、西区、北区、珠江区、河南区，设立荔湾区、越秀区、海珠区                                 | 2005年4月28日，撤销东山区，并入越秀区（国函〔2005〕35号） | |
| 海珠区                     | 广州市     | 1960年8月5日   | 撤销中区、西区、北区、珠江区、河南区，设立荔湾区、越秀区、海珠区                                 |                                                           | |
| 白云区                     | 广州市     | 1962年5月11日  | 撤销芳村区、黄埔区、江村区，设立郊区                                                             |                                                           | 1987年1月23日，郊区更名为白云区（国函〔1987〕18号） |
| 黄埔区                     | 广州市     | 1973年2月28日  | 由郊区析置                                                                                       | 广东省革命委员会批准                                      | 2014年1月25日，撤销萝岗区，并入黄埔区（国函〔2014〕11号） |
| 天河区                     | 广州市     | 1985年5月24日  | 由番禺县析置                                                                                     | （85）国函字75号                                          | |
| 番禺区                     | 广州市     | 2000年5月21日  | 撤市设区                                                                                         | 国函〔2000〕44号                                          | |
| 花都区                     | 广州市     | 2000年5月21日  | 撤市设区                                                                                         | 国函〔2000〕44号                                          | |
| 南沙区                     | 广州市     | 2005年4月28日  | 由番禺区析置                                                                                     | 国函〔2005〕35号                                          | |
| 从化区                     | 广州市     | 2014年1月25日  | 撤市设区                                                                                         | 国函〔2014〕11号                                          | |
| 增城区                     | 广州市     | 2014年1月25日  | 撤市设区                                                                                         | 国函〔2014〕11号                                          | |
| 武江区                     | 韶关市     | 1984年7月17日  | 将市区划分为北江区、武江区、浈江区                                                               | 粤府函〔1984〕148号                                       | |
| 浈江区                     | 韶关市     | 1984年7月17日  | 将市区划分为北江区、武江区、浈江区                                                               | 粤府函〔1984〕148号                                       | 2004年5月29日，撤销北江区，并入浈江区（国函〔2004〕40号） |
| 曲江区                     | 韶关市     | 2004年5月29日  | 撤县设区                                                                                         | 国函〔2004〕40号                                          | |
| 罗湖区                     | 深圳市     | 1990年1月4日   | 将市区划分为罗湖区、福田区、南山区                                                               | 民行批〔1990〕2号                                         | |
| 福田区                     | 深圳市     | 1990年1月4日   | 将市区划分为罗湖区、福田区、南山区                                                               | 民行批〔1990〕2号                                         | |
| 南山区                     | 深圳市     | 1990年1月4日   | 将市区划分为罗湖区、福田区、南山区                                                               | 民行批〔1990〕2号                                         | |
| 宝安区                     | 深圳市     | 1992年11月11日 | 撤销宝安县，设立宝安区、龙岗区                                                                   | 民行批〔1992〕140号                                       | |
| 龙岗区                     | 深圳市     | 1992年11月11日 | 撤销宝安县，设立宝安区、龙岗区                                                                   | 民行批〔1992〕140号                                       | |
| 盐田区                     | 深圳市     | 1997年10月21日 | 由罗湖区析置                                                                                     | 国函〔1997〕97号                                          | |
| 龙华区                     | 深圳市     | 2016年9月14日  | 由宝安区析置                                                                                     | 国函〔2016〕159号                                         | |
| 坪山区                     | 深圳市     | 2016年9月14日  | 由龙岗区析置                                                                                     | 国函〔2016〕159号                                         | |
| 光明区                     | 深圳市     | 2018年2月9日   | 由宝安区析置                                                                                     | 国函〔2018〕25号                                          | |
| 香洲区                     | 珠海市     | 1984年6月15日  | 将市区划为香洲区                                                                                 |                                                           | |
| 斗门区                     | 珠海市     | 2001年4月4日   | 撤县设区                                                                                         | 国函〔2001〕35号                                          | |
| 金湾区                     | 珠海市     | 2001年4月4日   | 由香洲区、斗门县析置                                                                             | 国函〔2001〕35号                                          | |
| 龙湖区                     | 汕头市     | 1991年9月14日  | 撤销安平、同平、公园、金砂、达濠、郊区6个区，设立龙湖、金园、升平、达濠4个区                     | 民行批〔1991〕53号                                        | |
| 金平区                     | 汕头市     | 2003年1月29日  | 撤销升平区、金园区，合并设立金平区                                                               | 国函〔2003〕11号                                          | |
| 濠江区                     | 汕头市     | 2003年1月29日  | 撤销河浦区、达濠区，合并设立濠江区                                                               | 国函〔2003〕11号                                          | |
| 潮阳区                     | 汕头市     | 2003年1月29日  | 撤销潮阳市，设立潮阳区、潮南区                                                                   | 国函〔2003〕11号                                          | |
| 潮南区                     | 汕头市     | 2003年1月29日  | 撤销潮阳市，设立潮阳区、潮南区                                                                   | 国函〔2003〕11号                                          | |
| 澄海区                     | 汕头市     | 2003年1月29日  | 撤市设区                                                                                         | 国函〔2003〕11号                                          | |
| 禅城区                     | 佛山市     | 2002年12月8日  | 撤销城区、石湾区，合并设立禅城区                                                                 | 国函〔2002〕109号                                         | |
| 南海区                     | 佛山市     | 2002年12月8日  | 撤市设区                                                                                         | 国函〔2002〕109号                                         | |
| 顺德区                     | 佛山市     | 2002年12月8日  | 撤市设区                                                                                         | 国函〔2002〕109号                                         | |
| 三水区                     | 佛山市     | 2002年12月8日  | 撤市设区                                                                                         | 国函〔2002〕109号                                         | |
| 高明区                     | 佛山市     | 2002年12月8日  | 撤市设区                                                                                         | 国函〔2002〕109号                                         | |
| 蓬江区                     | 江门市     | 1984年7月9日   | 将市区划分为城区、郊区                                                                           | 粤府函〔1984〕143号                                       | 1994年8月10日，郊区更名为蓬江区（民行批〔1994〕119号） |
| 江海区                     | 江门市     | 1984年7月9日   | 将市区划分为城区、郊区                                                                           | 粤府函〔1984〕143号                                       | 1994年8月10日，城区更名为江海区（民行批〔1994〕119号） |
| 新会区                     | 江门市     | 2002年6月22日  | 撤市设区                                                                                         | 国函〔2002〕56号                                          | |
| 赤坎区                     | 湛江市     | 1984年6月25日  | 将市区划分为赤坎区、霞山区、坡头区、郊区                                                         | 粤府函〔1984〕128号                                       | |
| 霞山区                     | 湛江市     | 1984年6月25日  | 将市区划分为赤坎区、霞山区、坡头区、郊区                                                         | 粤府函〔1984〕128号                                       | |
| 坡头区                     | 湛江市     | 1984年6月25日  | 将市区划分为赤坎区、霞山区、坡头区、郊区                                                         | 粤府函〔1984〕128号                                       | |
| 麻章区                     | 湛江市     | 1984年6月25日  | 将市区划分为赤坎区、霞山区、坡头区、郊区                                                         | 粤府函〔1984〕128号                                       | 1994年10月10日，郊区更名为麻章区（民行批〔1994〕140号） |
| 茂南区                     | 茂名市     | 1985年4月18日  | 由城区、郊区析置                                                                                 |                                                           | |
| 电白区                     | 茂名市     | 2014年1月25日  | 撤销茂港区、电白县，合并设立电白区                                                               | 国函〔2014〕12号                                          | |
| 端州区                     | 肇庆市     | 1988年1月7日   | 撤销县级肇庆市，设立端州区、鼎湖区                                                               | 国函〔1988〕6号                                           | |
| 鼎湖区                     | 肇庆市     | 1988年1月7日   | 撤销县级肇庆市，设立端州区、鼎湖区                                                               | 国函〔1988〕6号                                           | |
| 高要区                     | 肇庆市     | 2015年4月28日  | 撤市设区                                                                                         | 国函〔2015〕76号                                          | |
| 惠城区                     | 惠州市     | 1988年1月7日   | 撤市设区（原县级惠州市）                                                                         | 国函〔1988〕6号                                           | |
| 惠阳区                     | 惠州市     | 2003年3月6日   | 撤市设区                                                                                         | 国函〔2003〕36号                                          | |
| 梅江区                     | 梅州市     | 1988年1月7日   | 撤销县级梅县市，设立梅江区、梅县                                                                 | 国函〔1988〕6号                                           | |
| 梅县区                     | 梅州市     | 2013年10月18日 | 撤县设区（原梅县）                                                                               | 国函〔2013〕113号                                         | |
| 城区                       | 汕尾市     | 1988年1月7日   | 由海丰县析置                                                                                     | 国函〔1988〕6号                                           | |
| 源城区                     | 河源市     | 1988年1月7日   | 撤销河源县，设立源城区、郊区                                                                     | 国函〔1988〕6号                                           | |
| 江城区                     | 阳江市     | 1988年1月7日   | 撤销阳江县，设立江城区、阳东区、阳西县                                                           | 国函〔1988〕6号                                           | |
| 阳东区                     | 阳江市     | 2014年10月20日 | 撤县设区                                                                                         | 国函〔2014〕141号                                         | |
| 清城区                     | 清远市     | 1988年1月7日   | 撤销清远县，设立清城区、清郊区                                                                   | 国函〔1988〕6号                                           | |
| 清新区                     | 清远市     | 2012年11月15日 | 撤县设区                                                                                         | 国函〔2012〕192号                                         | |
| 湘桥区                     | 潮州市     | 1991年12月7日  | 撤销县级潮州市，设立湘桥区、潮安县                                                               | 国函〔1991〕84号                                          | |
| 潮安区                     | 潮州市     | 2013年6月28日  | 撤县设区                                                                                         | 国函〔2013〕74号                                          | |
| 榕城区                     | 揭阳市     | 1991年12月7日  | 撤销揭阳县，设立榕城区、揭东县                                                                   | 国函〔1991〕84号                                          | |
| 揭东区                     | 揭阳市     | 2012年12月17日 | 撤县设区                                                                                         | 国函〔2012〕207号                                         | |
| 云城区                     | 云浮市     | 1994年4月5日   | 撤市设区（原县级云浮市）                                                                         | 国函〔1994〕24号                                          | |
| 云安区                     | 云浮市     | 2014年9月9日   | 撤县设区                                                                                         | 国函〔2014〕120号                                         | |
| 广西壮族自治区（共41个）   |            |                |                                                                                                  |                                                           | |
| 兴宁区                     | 南宁市     | 1979年2月26日  | 将市区划分为新城、永新、江南、朝阳、衡阳（1980年4月5日更名为城北区）5个区                        | 桂革发〔1979〕43号                                        | 1980年4月5日，朝阳区更名为兴宁区；2001年11月15日，撤销郊区（1984年6月23日设立），并入兴宁、新城、江南、永新、城北5个区（国函〔2001〕150号）；2004年9月15日，新城区更名为青秀区（国函〔2004〕79号）                                                                    |
| 青秀区                     | 南宁市     | 1979年2月26日  | 将市区划分为新城、永新、江南、朝阳、衡阳（1980年4月5日更名为城北区）5个区                        | 桂革发〔1979〕43号                                        | 1980年4月5日，朝阳区更名为兴宁区；2001年11月15日，撤销郊区（1984年6月23日设立），并入兴宁、新城、江南、永新、城北5个区（国函〔2001〕150号）；2004年9月15日，新城区更名为青秀区（国函〔2004〕79号）                                                                    |
| 江南区                     | 南宁市     | 1979年2月26日  | 将市区划分为新城、永新、江南、朝阳、衡阳（1980年4月5日更名为城北区）5个区                        | 桂革发〔1979〕43号                                        | 1980年4月5日，朝阳区更名为兴宁区；2001年11月15日，撤销郊区（1984年6月23日设立），并入兴宁、新城、江南、永新、城北5个区（国函〔2001〕150号）；2004年9月15日，新城区更名为青秀区（国函〔2004〕79号）                                                                    |
| 西乡塘区                   | 南宁市     | 2004年9月15日  | 撤销城北区、永新区，合并设立西乡塘区                                                             | 国函〔2004〕79号                                          | |
| 良庆区                     | 南宁市     | 2004年9月15日  | 撤销邕宁县，设立良庆区、邕宁区                                                                   | 国函〔2004〕79号                                          | |
| 邕宁区                     | 南宁市     | 2004年9月15日  | 撤销邕宁县，设立良庆区、邕宁区                                                                   | 国函〔2004〕79号                                          | |
| 武鸣区                     | 南宁市     | 2015年2月16日  | 撤县设区                                                                                         | 国函〔2015〕36号                                          | |
| 城中区                     | 柳州市     | 1979年3月5日   | 将市区划分为城中、鱼峰、柳南、柳北、鹅山（1979年9月11日并入柳南区）5个区                         | 桂革发〔1979〕53号                                        | 2002年6月22日，撤销郊区（1984年6月23日设立），并入城中、鱼峰、柳南、柳北4个区（国函〔2002〕57号） |
| 鱼峰区                     | 柳州市     | 1979年3月5日   | 将市区划分为城中、鱼峰、柳南、柳北、鹅山（1979年9月11日并入柳南区）5个区                         | 桂革发〔1979〕53号                                        | 2002年6月22日，撤销郊区（1984年6月23日设立），并入城中、鱼峰、柳南、柳北4个区（国函〔2002〕57号） |
| 柳南区                     | 柳州市     | 1979年3月5日   | 将市区划分为城中、鱼峰、柳南、柳北、鹅山（1979年9月11日并入柳南区）5个区                         | 桂革发〔1979〕53号                                        | 2002年6月22日，撤销郊区（1984年6月23日设立），并入城中、鱼峰、柳南、柳北4个区（国函〔2002〕57号） |
| 柳北区                     | 柳州市     | 1979年3月5日   | 将市区划分为城中、鱼峰、柳南、柳北、鹅山（1979年9月11日并入柳南区）5个区                         | 桂革发〔1979〕53号                                        | 2002年6月22日，撤销郊区（1984年6月23日设立），并入城中、鱼峰、柳南、柳北4个区（国函〔2002〕57号） |
| 柳江区                     | 柳州市     | 2016年3月20日  | 撤县设区                                                                                         | 国函〔2016〕55号                                          | |
| 秀峰区                     | 桂林市     | 1979年4月13日  | 将市区划分为秀峰、叠彩、象山、七星4个区                                                          | 桂革发〔1979〕85号                                        | |
| 叠彩区                     | 桂林市     | 1979年4月13日  | 将市区划分为秀峰、叠彩、象山、七星4个区                                                          | 桂革发〔1979〕85号                                        | |
| 象山区                     | 桂林市     | 1979年4月13日  | 将市区划分为秀峰、叠彩、象山、七星4个区                                                          | 桂革发〔1979〕85号                                        | |
| 七星区                     | 桂林市     | 1979年4月13日  | 将市区划分为秀峰、叠彩、象山、七星4个区                                                          | 桂革发〔1979〕85号                                        | |
| 雁山区                     | 桂林市     | 1984年6月23日  | 设立郊区                                                                                         | 桂发〔1984〕16号                                          | 1996年12月2日，郊区更名为雁山区（国函〔1996〕110号） |
| 临桂区                     | 桂林市     | 2013年1月18日  | 撤县设区                                                                                         | 国函〔2013〕17号                                          | |
| 万秀区                     | 梧州市     | 1979年1月22日  | 将市区划分为万秀、白云、蝶山、鸳江（1984年并入蝶山区）4个区                                      | 桂革发〔1979〕20号                                        | 1990年11月1日，撤销白云区，并入万秀区（民行批〔1990〕99号）；2013年2月8日，撤销蝶山区，并入万秀区（国函〔2013〕25号） |
| 长洲区                     | 梧州市     | 2003年1月2日   | 撤销郊区，由郊区、蝶山区析置长洲区                                                               | 国函〔2003〕1号                                           | |
| 龙圩区                     | 梧州市     | 2013年2月8日   | 由苍梧县析置                                                                                     | 国函〔2013〕25号                                          | |
| 海城区                     | 北海市     | 1984年9月11日  | 撤销县级北海市，设立海城区、郊区                                                                 |                                                           | |
| 银海区                     | 北海市     | 1994年12月17日 | 撤销郊区，由郊区、海城区、合浦县析置银海区                                                       | 国函〔1994〕137号                                         | |
| 铁山港区                   | 北海市     | 1994年12月17日 | 由合浦县析置                                                                                     | 国函〔1994〕137号                                         | |
| 港口区                     | 防城港市   | 1993年5月23日  | 撤销防城各族自治县、防城港区，设立港口区、防城区                                                 | 国函〔1993〕68号                                          | |
| 防城区                     | 防城港市   | 1993年5月23日  | 撤销防城各族自治县、防城港区，设立港口区、防城区                                                 | 国函〔1993〕68号                                          | |
| 钦南区                     | 钦州市     | 1994年6月28日  | 撤销县级钦州市，设立钦南区、钦北区                                                               | 国函〔1994〕62号                                          | |
| 钦北区                     | 钦州市     | 1994年6月28日  | 撤销县级钦州市，设立钦南区、钦北区                                                               | 国函〔1994〕62号                                          | |
| 港北区                     | 贵港市     | 1995年10月27日 | 撤销县级贵港市，设立港北区、港南区                                                               | 国函〔1995〕96号                                          | |
| 港南区                     | 贵港市     | 1995年10月27日 | 撤销县级贵港市，设立港北区、港南区                                                               | 国函〔1995〕96号                                          | |
| 覃塘区                     | 贵港市     | 2003年3月6日   | 由港北区析置                                                                                     | 国函〔2003〕37号                                          | |
| 玉州区                     | 玉林市     | 1997年4月22日  | 撤市设区（原县级玉林市）                                                                         | 国函〔1997〕26号                                          | |
| 福绵区                     | 玉林市     | 2013年6月28日  | 由玉州区析置                                                                                     | 国函〔2013〕75号                                          | |
| 右江区                     | 百色市     | 2002年6月2日   | 撤市设区（原县级百色市）                                                                         | 国函〔2002〕47号                                          | |
| 田阳区                     | 百色市     | 2019年6月27日  | 撤县设区                                                                                         | 国函〔2019〕62号                                          | |
| 八步区                     | 贺州市     | 2002年6月18日  | 撤市设区（原县级贺州市）                                                                         | 国函〔2002〕51号                                          | |
| 平桂区                     | 贺州市     | 2016年6月8日   | 由八步区析置                                                                                     | 国函〔2016〕101号                                         | |
| 金城江区                   | 河池市     | 2002年6月18日  | 撤市设区（原县级河池市）                                                                         | 国函〔2002〕52号                                          | |
| 宜州区                     | 河池市     | 2016年11月24日 | 撤市设区                                                                                         | 国函〔2016〕190号                                         | |
| 兴宾区                     | 来宾市     | 2002年9月29日  | 撤县设区（原来宾县）                                                                             | 国函〔2002〕88号                                          | |
| 江州区                     | 崇左市     | 2002年12月23日 | 撤县设区（原崇左县）                                                                             | 国函〔2002〕121号                                         | |
| 海南省（共10个）           |            |                |                                                                                                  |                                                           | |
| 秀英区                     | 海口市     | 2002年10月16日 | 撤销县级琼山市、秀英区、新华区、振东区，设立新的秀英区、龙华区、琼山区、美兰区                   | 国函〔2002〕92号                                          | |
| 龙华区                     | 海口市     | 2002年10月16日 | 撤销县级琼山市、秀英区、新华区、振东区，设立新的秀英区、龙华区、琼山区、美兰区                   | 国函〔2002〕92号                                          | |
| 琼山区                     | 海口市     | 2002年10月16日 | 撤销县级琼山市、秀英区、新华区、振东区，设立新的秀英区、龙华区、琼山区、美兰区                   | 国函〔2002〕92号                                          | |
| 美兰区                     | 海口市     | 2002年10月16日 | 撤销县级琼山市、秀英区、新华区、振东区，设立新的秀英区、龙华区、琼山区、美兰区                   | 国函〔2002〕92号                                          | |
| 海棠区                     | 三亚市     | 2014年1月25日  | 撤销海棠湾镇，设立海棠区                                                                         | 国函〔2014〕14号                                          | |
| 吉阳区                     | 三亚市     | 2014年1月25日  | 撤销吉阳镇，设立吉阳区                                                                           | 国函〔2014〕14号                                          | |
| 天涯区                     | 三亚市     | 2014年1月25日  | 撤销凤凰镇、天涯镇、育才镇，合并设立天涯区                                                       | 国函〔2014〕14号                                          | |
| 崖州区                     | 三亚市     | 2014年1月25日  | 撤销崖城镇，设立崖州区                                                                           | 国函〔2014〕14号                                          | |
| 西沙区                     | 三沙市     | 2020年4月18日  | 管辖西沙群岛的岛礁及其海域，代管中沙群岛的岛礁及其海域                                           |                                                           | |
| 南沙区                     | 三沙市     | 2020年4月18日  | 管辖南沙群岛的岛礁及其海域                                                                       |                                                           | |
| 四川省（共55个）           |            |                |                                                                                                  |                                                           | |
| 龙泉驿区                   | 成都市     | 1960年7月18日  | 撤销郊区，设立金牛区、龙泉驿区、青白江区                                                         | 四川省人民委员会批复                                      | |
| 青白江区                   | 成都市     | 1960年7月18日  | 撤销郊区，设立金牛区、龙泉驿区、青白江区                                                         | 四川省人民委员会批复                                      | |
| 锦江区                     | 成都市     | 1990年9月4日   | 撤销东城区、西城区、金牛区，调整为锦江区、青羊区、金牛区、武侯区、成华区                         | 民行批〔1990〕84号                                        | |
| 青羊区                     | 成都市     | 1990年9月4日   | 撤销东城区、西城区、金牛区，调整为锦江区、青羊区、金牛区、武侯区、成华区                         | 民行批〔1990〕84号                                        | |
| 金牛区                     | 成都市     | 1990年9月4日   | 撤销东城区、西城区、金牛区，调整为锦江区、青羊区、金牛区、武侯区、成华区                         | 民行批〔1990〕84号                                        | |
| 武侯区                     | 成都市     | 1990年9月4日   | 撤销东城区、西城区、金牛区，调整为锦江区、青羊区、金牛区、武侯区、成华区                         | 民行批〔1990〕84号                                        | |
| 成华区                     | 成都市     | 1990年9月4日   | 撤销东城区、西城区、金牛区，调整为锦江区、青羊区、金牛区、武侯区、成华区                         | 民行批〔1990〕84号                                        | |
| 新都区                     | 成都市     | 2001年11月15日 | 撤县设区                                                                                         | 国函〔2001〕149号                                         | |
| 温江区                     | 成都市     | 2002年4月14日  | 撤县设区                                                                                         | 国函〔2002〕28号                                          | |
| 双流区                     | 成都市     | 2015年12月3日  | 撤县设区                                                                                         | 国函〔2015〕207号                                         | |
| 郫都区                     | 成都市     | 2016年11月24日 | 撤县设区（原郫县）                                                                               | 国函〔2016〕186号                                         | |
| 新津区                     | 成都市     | 2020年6月5日   | 撤县设区                                                                                         | 国函〔2020〕82号                                          | |
| 自流井区                   | 自贡市     | 1953年6月3日   | 第一至五区调整为自流井区、贡井区、大坟堡区、郊区                                                 | （53）府民字第0807号                                      | |
| 贡井区                     | 自贡市     | 1953年6月3日   | 第一至五区调整为自流井区、贡井区、大坟堡区、郊区                                                 | （53）府民字第0807号                                      | |
| 大安区                     | 自贡市     | 1953年6月3日   | 第一至五区调整为自流井区、贡井区、大坟堡区、郊区                                                 | （53）府民字第0807号                                      | 1955年8月20日，大坟堡区更名为大安区 |
| 沿滩区                     | 自贡市     | 1953年6月3日   | 第一至五区调整为自流井区、贡井区、大坟堡区、郊区                                                 | （53）府民字第0807号                                      | 1983年1月31日，郊区更名为沿滩区（川府函〔1983〕11号） |
| 东区                       | 攀枝花市   | 1976年4月6日   | 将市区划分为东区、西区、郊区                                                                     | 川革函〔1976〕51号                                        | |
| 西区                       | 攀枝花市   | 1976年4月6日   | 将市区划分为东区、西区、郊区                                                                     | 川革函〔1976〕51号                                        | |
| 仁和区                     | 攀枝花市   | 1976年4月6日   | 将市区划分为东区、西区、郊区                                                                     | 川革函〔1976〕51号                                        | 1981年8月7日，郊区更名为仁和区 |
| 江阳区                     | 泸州市     | 1984年7月16日  | 撤销县级泸州市，设立市中区                                                                       | 川府函〔1984〕240号                                       | 1995年12月24日，市中区更名为江阳区（国函〔1995〕132号） |
| 纳溪区                     | 泸州市     | 1995年12月24日 | 撤县设区                                                                                         | 国函〔1995〕132号                                         | |
| 龙马潭区                   | 泸州市     | 1995年12月24日 | 由市中区析置                                                                                     | 国函〔1995〕132号                                         | |
| 旌阳区                     | 德阳市     | 1984年9月12日  | 撤销德阳县，设立市中区                                                                           | （84）国函字132号                                         | 1996年8月3日，市中区更名为旌阳区（国函〔1996〕63号） |
| 罗江区                     | 德阳市     | 2017年7月18日  | 撤县设区                                                                                         | 国函〔2017〕106号                                         | |
| 涪城区                     | 绵阳市     | 1985年2月8日   | 撤销县级绵阳市，设立市中区                                                                       | （85）国函字20号                                          | 1992年10月30日，市中区更名为涪城区（民行批〔1992〕127号） |
| 游仙区                     | 绵阳市     | 1992年10月30日 | 由市中区析置                                                                                     | 民行批〔1992〕127号                                       | |
| 安州区                     | 绵阳市     | 2016年3月20日  | 撤县设区（原安县）                                                                               | 国函〔2016〕57号                                          | |
| 利州区                     | 广元市     | 1985年2月8日   | 撤销广元县，设立市中区                                                                           | （85）国函字20号                                          | 2007年1月11日，市中区更名为利州区（民函〔2007〕12号） |
| 昭化区                     | 广元市     | 1989年8月15日  | 由市中区析置元坝区、朝天区                                                                       | 民批〔1989〕9号                                           | 2013年3月12日，元坝区更名为昭化区（民函〔2013〕84号） |
| 朝天区                     | 广元市     | 1989年8月15日  | 由市中区析置元坝区、朝天区                                                                       | 民批〔1989〕9号                                           | |
| 船山区                     | 遂宁市     | 1985年2月8日   | 撤销遂宁县，设立市中区                                                                           | （85）国函字20号                                          | 2003年12月18日，市中区更名为船山区（国函〔2003〕131号） |
| 安居区                     | 遂宁市     | 2003年12月18日 | 由市中区析置                                                                                     | 国函〔2003〕131号                                         | |
| 市中区                     | 内江市     | 1985年2月11日  | 撤市设区（原县级内江市）                                                                         | （85）国函字23号                                          | |
| 东兴区                     | 内江市     | 1989年7月7日   | 撤县设区（原内江县）                                                                             | 民批〔1989〕3号                                           | |
| 市中区                     | 乐山市     | 1985年2月11日  | 撤销县级乐山市，设立市中区、五通桥区、沙湾区                                                     | （85）国函字25号                                          | |
| 沙湾区                     | 乐山市     | 1985年2月11日  | 撤销县级乐山市，设立市中区、五通桥区、沙湾区                                                     | （85）国函字25号                                          | |
| 五通桥区                   | 乐山市     | 1985年2月11日  | 撤销县级乐山市，设立市中区、五通桥区、沙湾区                                                     | （85）国函字25号                                          | |
| 金口河区                   | 乐山市     | 1985年2月11日  | 由金口河工农区改置                                                                               | （85）国函字25号                                          | |
| 顺庆区                     | 南充市     | 1993年7月2日   | 撤销县级南充市、南充县，设立顺庆区、高坪区、嘉陵区                                               | 国函〔1993〕96号                                          | |
| 高坪区                     | 南充市     | 1993年7月2日   | 撤销县级南充市、南充县，设立顺庆区、高坪区、嘉陵区                                               | 国函〔1993〕96号                                          | |
| 嘉陵区                     | 南充市     | 1993年7月2日   | 撤销县级南充市、南充县，设立顺庆区、高坪区、嘉陵区                                               | 国函〔1993〕96号                                          | |
| 东坡区                     | 眉山市     | 2000年6月10日  | 撤县设区（原眉山县）                                                                             | 国函〔2000〕60号                                          | |
| 彭山区                     | 眉山市     | 2014年10月20日 | 撤县设区                                                                                         | 国函〔2014〕140号                                         | |
| 翠屏区                     | 宜宾市     | 1996年10月5日  | 撤市设区（原县级宜宾市）                                                                         | 国函〔1996〕80号                                          | |
| 南溪区                     | 宜宾市     | 2011年2月17日  | 撤县设区                                                                                         | 国函〔2011〕18号                                          | |
| 叙州区                     | 宜宾市     | 2018年6月19日  | 撤县设区（原宜宾县）                                                                             | 国函〔2018〕89号                                          | |
| 广安区                     | 广安市     | 1998年7月31日  | 撤县设区（原广安县）                                                                             | 国函〔1998〕60号                                          | |
| 前锋区                     | 广安市     | 2013年2月8日   | 由广安区析置                                                                                     | 国函〔2013〕22号                                          | |
| 通川区                     | 达州市     | 1999年6月20日  | 撤市设区（原县级达川市）                                                                         | 国函〔1999〕51号                                          | |
| 达川区                     | 达州市     | 2013年6月28日  | 撤县设区（原达县）                                                                               | 国函〔2013〕73号                                          | |
| 雨城区                     | 雅安市     | 2000年6月14日  | 撤市设区（原县级雅安市）                                                                         | 国函〔2000〕66号                                          | |
| 名山区                     | 雅安市     | 2012年9月30日  | 撤县设区                                                                                         | 国函〔2012〕151号                                         | |
| 巴州区                     | 巴中市     | 2000年6月14日  | 撤市设区（原县级巴中市）                                                                         | 国函〔2000〕69号                                          | |
| 恩阳区                     | 巴中市     | 2013年1月18日  | 由巴州区析置                                                                                     | 国函〔2013〕16号                                          | |
| 雁江区                     | 资阳市     | 2000年6月14日  | 撤市设区（原县级资阳市）                                                                         | 国函〔2000〕71号                                          | |
| 贵州省（共16个）           |            |                |                                                                                                  |                                                           | |
| 南明区                     | 贵阳市     | 1955年8月19日  | 第一至三区调整为云岩区、富水区、南明区                                                           | 贵州省人民委员会批准                                      | |
| 云岩区                     | 贵阳市     | 1955年8月19日  | 第一至三区调整为云岩区、富水区、南明区                                                           | 贵州省人民委员会批准                                      | 1958年2月12日，撤销富水区，并入云岩区 |
| 花溪区                     | 贵阳市     | 1955年8月19日  | 撤销郊区，设立花溪、中曹、金华、乌当、黔灵5个区                                                  | 国务院批复                                                | 1956年，撤销花溪、中曹、金华、乌当、黔灵5个区，合并设立郊区。1958年2月24日，撤销郊区，恢复花溪区、乌当区 |
| 乌当区                     | 贵阳市     | 1955年8月19日  | 撤销郊区，设立花溪、中曹、金华、乌当、黔灵5个区                                                  | 国务院批复                                                | 1956年，撤销花溪、中曹、金华、乌当、黔灵5个区，合并设立郊区。1958年2月24日，撤销郊区，恢复花溪区、乌当区 |
| 白云区                     | 贵阳市     | 1973年6月7日   | 由乌当区析置                                                                                     | 贵州省革命委员会批准                                      | |
| 观山湖区                   | 贵阳市     | 2012年11月15日 | 由乌当区、清镇市析置                                                                             | 国函〔2012〕190号                                         | |
| 钟山区                     | 六盘水市   | 1987年12月15日 | 撤销水城特区，设立钟山区、水城县                                                                 | 国函〔1987〕199号                                         | |
| 水城区                     | 六盘水市   | 2020年6月5日   | 撤县设区                                                                                         | 国函〔2020〕83号                                          | |
| 红花岗区                   | 遵义市     | 1997年6月10日  | 撤市设区（原县级遵义市）                                                                         | 国函〔1997〕45号                                          | |
| 汇川区                     | 遵义市     | 2003年12月26日 | 由红花岗区析置                                                                                   | 国函〔2003〕135号                                         | |
| 播州区                     | 遵义市     | 2016年3月20日  | 撤县设区（原遵义县）                                                                             | 国函〔2016〕56号                                          | |
| 西秀区                     | 安顺市     | 2000年6月23日  | 撤市设区（原县级安顺市）                                                                         | 国函〔2000〕79号                                          | |
| 平坝区                     | 安顺市     | 2014年12月13日 | 撤县设区                                                                                         | 国函〔2014〕160号                                         | |
| 七星关区                   | 毕节市     | 2011年10月22日 | 撤市设区（原县级毕节市）                                                                         | 国函〔2011〕130号                                         | |
| 碧江区                     | 铜仁市     | 2011年10月22日 | 撤市设区（原县级铜仁市）                                                                         | 国函〔2011〕131号                                         | |
| 万山区                     | 铜仁市     | 2011年10月22日 | 撤特区设区（原万山特区）                                                                         | 国函〔2011〕131号                                         | |
| 云南省（共17个）           |            |                |                                                                                                  |                                                           | |
| 五华区                     | 昆明市     | 1956年10月19日 | 第一至十区调整为五华、盘龙、官渡、龙泉、西山、海口（1960年9月13日并入安宁县）6个区               | 云南省人民委员会批准                                      | |
| 盘龙区                     | 昆明市     | 1956年10月19日 | 第一至十区调整为五华、盘龙、官渡、龙泉、西山、海口（1960年9月13日并入安宁县）6个区               | 云南省人民委员会批准                                      | |
| 官渡区                     | 昆明市     | 1956年10月19日 | 第一至十区调整为五华、盘龙、官渡、龙泉、西山、海口（1960年9月13日并入安宁县）6个区               | 云南省人民委员会批准                                      | 1960年9月22日，撤销龙泉区，并入官渡区 |
| 西山区                     | 昆明市     | 1956年10月19日 | 第一至十区调整为五华、盘龙、官渡、龙泉、西山、海口（1960年9月13日并入安宁县）6个区               | 云南省人民委员会批准                                      | |
| 东川区                     | 昆明市     | 1998年12月6日  | 撤销地级东川市，设立东川区                                                                       | 国函〔1998〕104号                                         | |
| 呈贡区                     | 昆明市     | 2011年5月20日  | 撤县设区                                                                                         | 国函〔2011〕58号                                          | |
| 晋宁区                     | 昆明市     | 2016年11月24日 | 撤县设区                                                                                         | 国函〔2016〕187号                                         | |
| 麒麟区                     | 曲靖市     | 1997年5月6日   | 撤市设区（原县级曲靖市）                                                                         | 国函〔1997〕32号                                          | |
| 沾益区                     | 曲靖市     | 2016年3月20日  | 撤县设区                                                                                         | 国函〔2016〕54号                                          | |
| 马龙区                     | 曲靖市     | 2018年2月9日   | 撤县设区                                                                                         | 国函〔2018〕24号                                          | |
| 红塔区                     | 玉溪市     | 1997年12月13日 | 撤市设区（原县级玉溪市）                                                                         | 国函〔1997〕108号                                         | |
| 江川区                     | 玉溪市     | 2015年12月3日  | 撤县设区                                                                                         | 国函〔2015〕208号                                         | |
| 隆阳区                     | 保山市     | 2000年12月30日 | 撤市设区（原县级保山市）                                                                         | 国函〔2000〕137号                                         | |
| 昭阳区                     | 昭通市     | 2001年1月13日  | 撤市设区（原县级昭通市）                                                                         | 国函〔2001〕6号                                           | |
| 古城区                     | 丽江市     | 2002年12月26日 | 撤销丽江纳西族自治县，设立古城区、玉龙纳西族自治县                                               | 国函〔2002〕122号                                         | |
| 思茅区                     | 普洱市     | 2003年10月30日 | 撤销县级思茅市，设立翠云区                                                                       | 国函〔2003〕113号                                         | 2007年1月21日，翠云区更名为思茅区（国函〔2007〕8号） |
| 临翔区                     | 临沧市     | 2003年12月26日 | 撤县设区（原临沧县）                                                                             | 国函〔2003〕136号                                         | |
| 西藏自治区（共8个）        |            |                |                                                                                                  |                                                           | |
| 城关区                     | 拉萨市     | 1961年4月23日  | 将市区划为城关区                                                                                 |                                                           | |
| 堆龙德庆区                 | 拉萨市     | 2015年10月13日 | 撤县设区                                                                                         | 国函〔2015〕185号                                         | |
| 达孜区                     | 拉萨市     | 2017年7月18日  | 撤县设区                                                                                         | 国函〔2017〕107号                                         | |
| 桑珠孜区                   | 日喀则市   | 2014年6月26日  | 撤市设区（原县级日喀则市）                                                                       | 国函〔2014〕79号                                          | |
| 卡若区                     | 昌都市     | 2014年10月20日 | 撤县设区（原昌都县）                                                                             | 国函〔2014〕143号                                         | |
| 巴宜区                     | 林芝市     | 2015年3月16日  | 撤县设区（原林芝县）                                                                             | 国函〔2015〕51号                                          | |
| 乃东区                     | 山南市     | 2016年1月7日   | 撤县设区                                                                                         | 国函〔2016〕8号                                           | |
| 色尼区                     | 那曲市     | 2017年7月18日  | 撤县设区（原那曲县）                                                                             | 国函〔2017〕109号                                         | |
| 陕西省（共31个）           |            |                |                                                                                                  |                                                           | |
| 新城区                     | 西安市     | 1954年6月19日  | 第一至十二区调整为新城、碑林、莲湖、未央、雁塔、长乐、阿房7个区                                  |                                                           | |
| 碑林区                     | 西安市     | 1954年6月19日  | 第一至十二区调整为新城、碑林、莲湖、未央、雁塔、长乐、阿房7个区                                  |                                                           | |
| 莲湖区                     | 西安市     | 1954年6月19日  | 第一至十二区调整为新城、碑林、莲湖、未央、雁塔、长乐、阿房7个区                                  |                                                           | |
| 阎良区                     | 西安市     | 1966年8月1日   | 由临潼县析置                                                                                     | 国务院批复                                                | |
| 灞桥区                     | 西安市     | 1980年2月2日   | 撤销郊区，设立灞桥区、未央区、雁塔区                                                             | 陕西省人民政府批准                                        | |
| 未央区                     | 西安市     | 1980年2月2日   | 撤销郊区，设立灞桥区、未央区、雁塔区                                                             | 陕西省人民政府批准                                        | |
| 雁塔区                     | 西安市     | 1980年2月2日   | 撤销郊区，设立灞桥区、未央区、雁塔区                                                             | 陕西省人民政府批准                                        | |
| 临潼区                     | 西安市     | 1997年6月25日  | 撤县设区                                                                                         | 国函〔1997〕57号                                          | |
| 长安区                     | 西安市     | 2002年6月2日   | 撤县设区                                                                                         | 国函〔2002〕45号                                          | |
| 高陵区                     | 西安市     | 2014年12月13日 | 撤县设区                                                                                         | 国函〔2014〕158号                                         | |
| 鄠邑区                     | 西安市     | 2016年11月24日 | 撤县设区（原户县）                                                                               | 国函〔2016〕188号                                         | |
| 王益区                     | 铜川市     | 1980年2月2日   | 将市区划分为城区、郊区                                                                           | 陕西省人民政府批准                                        | 2000年1月7日，城区更名为王益区（民发〔2000〕5号） |
| 印台区                     | 铜川市     | 1980年2月2日   | 将市区划分为城区、郊区                                                                           | 陕西省人民政府批准                                        | 2000年1月7日，郊区更名为印台区（民发〔2000〕5号） |
| 耀州区                     | 铜川市     | 2002年6月18日  | 撤县设区（原耀县）                                                                               | 国函〔2002〕54号                                          | |
| 渭滨区                     | 宝鸡市     | 1971年10月5日  | 将市区划分为金台区、渭滨区                                                                       | （71）国发文74号                                          | |
| 金台区                     | 宝鸡市     | 1971年10月5日  | 将市区划分为金台区、渭滨区                                                                       | （71）国发文74号                                          | |
| 陈仓区                     | 宝鸡市     | 2003年3月1日   | 撤县设区（原宝鸡县）                                                                             | 国函〔2003〕35号                                          | |
| 凤翔区                     | 宝鸡市     | 2021年1月12日  | 撤县设区                                                                                         |                                                           | |
| 杨陵区                     | 咸阳市     | 1982年11月3日  | 由武功县、扶风县析置                                                                             | （82）国函字242号                                         | 1983年9月9日，宝鸡市的杨陵区划归咸阳市（（83）国函字187号） |
| 秦都区                     | 咸阳市     | 1983年9月9日   | 撤市设区（原县级咸阳市）                                                                         | （83）国函字187号                                         | |
| 渭城区                     | 咸阳市     | 1986年12月2日  | 由秦都区析置                                                                                     | 国函〔1986〕176号                                         | |
| 临渭区                     | 渭南市     | 1994年12月17日 | 撤市设区（原县级渭南市）                                                                         | 国函〔1994〕135号                                         | |
| 华州区                     | 渭南市     | 2015年10月13日 | 撤县设区（原华县）                                                                               | 国函〔2015〕186号                                         | |
| 宝塔区                     | 延安市     | 1996年11月5日  | 撤市设区（原县级延安市）                                                                         | 国函〔1996〕84号                                          | |
| 安塞区                     | 延安市     | 2016年6月8日   | 撤县设区                                                                                         | 国函〔2016〕104号                                         | |
| 汉台区                     | 汉中市     | 1996年2月21日  | 撤市设区（原县级汉中市）                                                                         | 国函〔1996〕11号                                          | |
| 南郑区                     | 汉中市     | 2017年7月18日  | 撤县设区                                                                                         | 国函〔2017〕108号                                         | |
| 榆阳区                     | 榆林市     | 1999年12月5日  | 撤市设区（原县级榆林市）                                                                         | 国函〔1999〕141号                                         | |
| 横山区                     | 榆林市     | 2015年12月3日  | 撤县设区                                                                                         | 国函〔2015〕209号                                         | |
| 汉滨区                     | 安康市     | 2000年6月23日  | 撤市设区（原县级安康市）                                                                         | 国函〔2000〕81号                                          | |
| 商州区                     | 商洛市     | 2001年8月31日  | 撤市设区                                                                                         | 国函〔2001〕94号                                          | |
| 甘肃省（共17个）           |            |                |                                                                                                  |                                                           | |
| 城关区                     | 兰州市     | 1955年9月30日  | 第一至十二区调整为城关、东岗、七里河、西固、盐场、安宁、阿干7个区                                | 甘肃省人民委员会批准                                      | 1958年1月21日，撤销盐场区，并入城关区、东岗区；1960年12月3日，撤销东岗区，并入城关区 |
| 七里河区                   | 兰州市     | 1955年9月30日  | 第一至十二区调整为城关、东岗、七里河、西固、盐场、安宁、阿干7个区                                | 甘肃省人民委员会批准                                      | 1960年12月3日，撤销阿干区，并入七里河区 |
| 西固区                     | 兰州市     | 1955年9月30日  | 第一至十二区调整为城关、东岗、七里河、西固、盐场、安宁、阿干7个区                                | 甘肃省人民委员会批准                                      | |
| 安宁区                     | 兰州市     | 1955年9月30日  | 第一至十二区调整为城关、东岗、七里河、西固、盐场、安宁、阿干7个区                                | 甘肃省人民委员会批准                                      | |
| 红古区                     | 兰州市     | 1960年4月27日  | 由永登区析置                                                                                     | 甘肃省人民委员会批准                                      | |
| 金川区                     | 金昌市     | 1984年12月14日 | 将市区划为金川区                                                                                 | 甘肃省人民政府批准                                        | |
| 白银区                     | 白银市     | 1962年11月21日 | 将市区划为市郊区                                                                                 | 甘肃省人民委员会决定                                      | 1963年10月23日，撤销地级白银市，市郊区更名为白银区，划归兰州市；1985年5月14日，恢复白银市（地级），白银区划归白银市（（85）国函字66号） |
| 平川区                     | 白银市     | 1985年5月14日  | 由靖远县析置                                                                                     | （85）国函字66号                                          | |
| 秦州区                     | 天水市     | 1985年7月8日   | 撤销县级天水市、天水县，设立秦城区、北道区                                                       | （85）国函字108号                                         | 2004年9月30日，秦城区更名为秦州区（民函〔2004〕244号） |
| 麦积区                     | 天水市     | 1985年7月8日   | 撤销县级天水市、天水县，设立秦城区、北道区                                                       | （85）国函字108号                                         | 2004年9月30日，北道区更名为麦积区（民函〔2004〕244号） |
| 凉州区                     | 武威市     | 2001年5月9日   | 撤市设区（原县级武威市）                                                                         | 国函〔2001〕47号                                          | |
| 甘州区                     | 张掖市     | 2002年3月1日   | 撤市设区（原县级张掖市）                                                                         | 国函〔2002〕16号                                          | |
| 崆峒区                     | 平凉市     | 2002年6月2日   | 撤市设区（原县级平凉市）                                                                         | 国函〔2002〕46号                                          | |
| 肃州区                     | 酒泉市     | 2002年6月18日  | 撤市设区（原县级酒泉市）                                                                         | 国函〔2002〕53号                                          | |
| 西峰区                     | 庆阳市     | 2002年6月22日  | 撤市设区                                                                                         | 国函〔2002〕55号                                          | |
| 安定区                     | 定西市     | 2003年4月4日   | 撤县设区（原定西县）                                                                             | 国函〔2003〕46号                                          | |
| 武都区                     | 陇南市     | 2004年1月11日  | 撤县设区                                                                                         | 国函〔2004〕1号                                           | |
| 青海省（共7个）            |            |                |                                                                                                  |                                                           | |
| 城东区                     | 西宁市     | 1963年3月7日   | 将市区划分为城东区、城中区、城西区                                                               | 青海省人民委员会批复                                      | 1986年3月5日，撤销郊区，并入城东、城中、城西、城北4个区（国函〔1986〕30号） |
| 城中区                     | 西宁市     | 1963年3月7日   | 将市区划分为城东区、城中区、城西区                                                               | 青海省人民委员会批复                                      | 1986年3月5日，撤销郊区，并入城东、城中、城西、城北4个区（国函〔1986〕30号） |
| 城西区                     | 西宁市     | 1963年3月7日   | 将市区划分为城东区、城中区、城西区                                                               | 青海省人民委员会批复                                      | 1986年3月5日，撤销郊区，并入城东、城中、城西、城北4个区（国函〔1986〕30号） |
| 城北区                     | 西宁市     | 1986年3月5日   | 由城西区析置                                                                                     | 国函〔1986〕30号                                          | 1986年3月5日，撤销郊区，并入城东、城中、城西、城北4个区（国函〔1986〕30号） |
| 湟中区                     | 西宁市     | 2019年11月6日  | 撤县设区                                                                                         | 国函〔2019〕106号                                         | |
| 乐都区                     | 海东市     | 2013年2月8日   | 撤县设区                                                                                         | 国函〔2013〕23号                                          | |
| 平安区                     | 海东市     | 2015年2月16日  | 撤县设区                                                                                         | 国函〔2015〕38号                                          | |
| 宁夏回族自治区（共9个）    |            |                |                                                                                                  |                                                           | |
| 兴庆区                     | 银川市     | 2002年10月19日 | 撤销城区、新城区、郊区，设立西夏区、金凤区、兴庆区                                               | 国函〔2002〕95号                                          | |
| 西夏区                     | 银川市     | 2002年10月19日 | 撤销城区、新城区、郊区，设立西夏区、金凤区、兴庆区                                               | 国函〔2002〕95号                                          | |
| 金凤区                     | 银川市     | 2002年10月19日 | 撤销城区、新城区、郊区，设立西夏区、金凤区、兴庆区                                               | 国函〔2002〕95号                                          | |
| 大武口区                   | 石嘴山市   | 1975年11月23日 | 将市区划分为大武口区、石嘴山区、石炭井区                                                         | 国发〔1975〕189号                                         | 2002年10月19日，撤销石炭井区，并入大武口区（国函〔2002〕96号） |
| 惠农区                     | 石嘴山市   | 2003年12月31日 | 撤销惠农县、石嘴山区，合并设立惠农区                                                             | 国函〔2003〕139号                                         | |
| 利通区                     | 吴忠市     | 1998年5月11日  | 撤市设区（原县级吴忠市）                                                                         | 国函〔1998〕33号                                          | |
| 红寺堡区                   | 吴忠市     | 2009年9月30日  | 由利通区析置                                                                                     | 国函〔2009〕122号                                         | |
| 原州区                     | 固原市     | 2001年7月7日   | 撤县设区（原固原县）                                                                             | 国函〔2001〕80号                                          | |
| 沙坡头区                   | 中卫市     | 2003年12月31日 | 撤县设区（原中卫县）                                                                             | 国函〔2003〕139号                                         | |
| 新疆维吾尔自治区（共13个） |            |                |                                                                                                  |                                                           | |
| 天山区                     | 乌鲁木齐市 | 1959年2月      | 将第一至五区调整为天山、多斯鲁克、沙依巴克、新市4个区                                            |                                                           | 1960年，撤销多斯鲁克区，并入天山区 |
| 沙依巴克区                 | 乌鲁木齐市 | 1959年2月      | 将第一至五区调整为天山、多斯鲁克、沙依巴克、新市4个区                                            |                                                           | |
| 新市区                     | 乌鲁木齐市 | 1959年2月      | 将第一至五区调整为天山、多斯鲁克、沙依巴克、新市4个区                                            |                                                           | |
| 水磨沟区                   | 乌鲁木齐市 | 1959年2月      | 撤销第四区、八道湾镇，合并设立水磨沟工矿区                                                       | 1969年，水磨沟工矿区更名为水磨沟区                        | |
| 头屯河区                   | 乌鲁木齐市 | 1959年2月      | 由头屯河镇改置                                                                                   |                                                           | |
| 达坂城区                   | 乌鲁木齐市 | 1970年11月25日 | 由和静县析置南山矿区                                                                             | 国务院批准                                                | 1999年8月10日，南山矿区更名为南泉区（民发〔1999〕23号）；2002年3月9日，南泉区更名为达坂城区（国函〔2002〕20号） |
| 米东区                     | 乌鲁木齐市 | 2007年6月30日  | 撤销米泉市、东山区，合并设立米东区                                                               | 国函〔2007〕65号                                          | |
| 独山子区                   | 克拉玛依市 | 1982年2月6日   | 将市区划分为独山子区、克拉玛依区、白碱滩区、乌尔禾区                                             | 新政发〔1982〕34号                                        | |
| 克拉玛依区                 | 克拉玛依市 | 1982年2月6日   | 将市区划分为独山子区、克拉玛依区、白碱滩区、乌尔禾区                                             | 新政发〔1982〕34号                                        | |
| 白碱滩区                   | 克拉玛依市 | 1982年2月6日   | 将市区划分为独山子区、克拉玛依区、白碱滩区、乌尔禾区                                             | 新政发〔1982〕34号                                        | |
| 乌尔禾区                   | 克拉玛依市 | 1982年2月6日   | 将市区划分为独山子区、克拉玛依区、白碱滩区、乌尔禾区                                             | 新政发〔1982〕34号                                        | |
| 高昌区                     | 吐鲁番市   | 2015年3月16日  | 撤市设区（原县级吐鲁番市）                                                                       | 国函〔2015〕52号                                          | |
| 伊州区                     | 哈密市     | 2016年1月7日   | 撤市设区（原县级哈密市）                                                                         | 国函〔2016〕9号                                           | |

## 杂学

### 全区市
1983年地市改革以后，县级行政区逐步划归地级市管辖。而后土地财政兴起，由于地级市的中心城区基本已经开发完毕，为了维持土地财政的运转，将下辖县份撤县改区，从而将县管土地据为市有的做法流行开来。21世纪以来撤县设区之势愈发猛烈，甚至出现了下辖县份全部改区的市，多见于直辖市、副省级市以及发达地区的地级市。

#### 直辖市
- 北京市、天津市、上海市

#### 副省级市（含计划单列市）
- 南京市、厦门市、武汉市、广州市、深圳市

其中，深圳市的所有乡级行政区划皆为街道，为全国唯一现象。

#### 普通地级市
- 乌海市、鄂州市、佛山市、珠海市、海口市、三亚市、三沙市、克拉玛依市

### 不设区的地级市
一些地级市不设市辖区，而直接管辖乡级行政区，区划结构与县级市类似，俗称“直筒子市”。
- 东莞市、中山市、儋州市、嘉峪关市

### 单区市
一些地级市只设一个市辖区，其中大部分位于省内相对欠发达的地域，地市改革以前从未设立地级市，地市改革以后才由地区行政公署直接改为地级市，并将公署驻地改为市辖区。
- 山西省：晋城市、运城市、忻州市、临汾市、吕梁市
- 内蒙古自治区：通辽市、巴彦淖尔市、乌兰察布市
- 吉林省：松原市、白城市
- 黑龙江省：黑河市、绥化市
- 浙江省：丽水市
- 安徽省：宿州市、亳州市、池州市、宣城市
- 福建省：宁德市
- 江西省：新余市、宜春市
- 河南省：濮阳市、驻马店市
- 湖北省：孝感市、黄冈市、咸宁市、随州市
- 湖南省：怀化市、娄底市
- 广东省：汕尾市、河源市
- 广西壮族自治区：来宾市、崇左市
- 四川省：资阳市
- 贵州省：毕节市
- 云南省：保山市、昭通市、丽江市、普洱市、临沧市
- 西藏自治区：日喀则市、昌都市、林芝市、山南市、那曲市
- 陕西省：安康市、商洛市
- 甘肃省：金昌市、武威市、张掖市、平凉市、酒泉市、庆阳市、定西市、陇南市
- 宁夏回族自治区：固原市、中卫市
- 新疆维吾尔自治区：吐鲁番市、哈密市

### 区市同名
一些地级市下辖有同名的市辖区。
- 江苏省：淮安市淮安区
- 安徽省：黄山市黄山区
- 山东省：东营市东营区
- 湖北省：荆州市荆州区
- 四川省：广安市广安区
- 甘肃省：白银市白银区
- 新疆维吾尔自治区：克拉玛依市克拉玛依区

### 民族区
一些地级市下辖有带民族名称的市辖区，多是1950年代民族区域自治草创期设立的旧制区划，没有随自治政策变化而更改地名，属于历史遗留问题。
- 河南省：郑州市管城回族区、洛阳市瀍河回族区、开封市顺河回族区
- 内蒙古自治区：呼和浩特市回民区
- 黑龙江省：齐齐哈尔市梅里斯达斡尔族区